# Túnica de dragón
Las túnicas de dragón, también conocidas como gunlongpao (chino simplificado: 袞龙袍; chino tradicional: 袞龍袍; pinyin: gǔn lóng páo; hangul: 곤룡포) o longpao para abreviar, es una forma de vestimenta cotidiana que tenía un dragón chino, llamado long (龍), como decoración principal; la llevaban los emperadores de China. Las túnicas de dragón también fueron adoptadas por los gobernantes de países vecinos, como Corea (dinastías Goryeo y Joseon), Vietnam (dinastía Nguyễn) y el reino de Ryukyu.

## Importancia cultural
Los dragones chinos tienen su origen en la antigua China. Los dragones chinos se asocian con el Emperador de China desde la antigüedad, mientras que el fenghuang se asocia con la Emperatriz de China. Cuando se utilizan en la ropa, los dragones chinos denotan la superioridad de su portador o sus aspiraciones. Desde las dinastías Song, Liao, Jin y Yuan, el uso de túnicas con motivos de dragones estaba prohibido para los súbditos del Emperador sin su autorización.
Desde la dinastía Ming, el dragón chino es un dragón de cinco garras; si tiene cuatro garras, ya no se considera un dragón chino, sino una criatura parecida al dragón chino mang (蟒, lit. "pitón"); mang puede encontrarse en la ropa llamada mangfu (蟒服, lit. "túnica mang"). Según Shen Defu, "La túnica mang es una prenda con una imagen cercana a un dragón, similar a la túnica dragón de la máxima autoridad (el emperador), salvo por la deducción de una garra". Otras prendas con forma de dragón chino de 4 garras son el feiyufu y el douniufu; el feiyu y el douniu tienen características específicas adicionales que los diferencian tanto del mang como del long.

## China

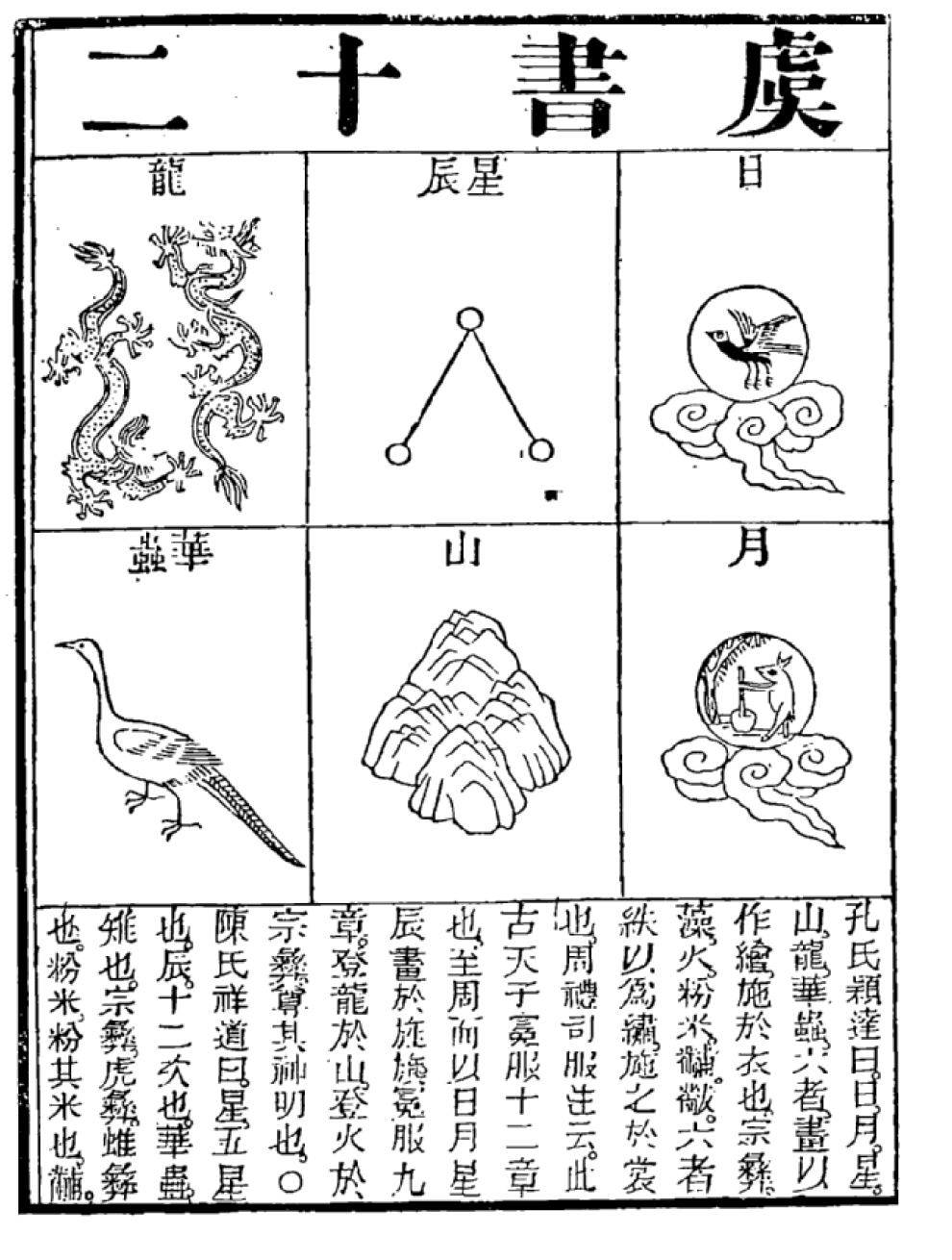
Una ilustración del dragón largo (uno de los 12 ornamentos) documentada en el Records of the Grand Historian.

El uso temprano de símbolos de dragones en las vestimentas imperiales se documentó en el Shangshu, donde se regula el uso del número de 12 ornamentos (que incluye el dragón) permitidos en la ropa según los rangos sociales. El uso de los 12 ornamentos en la vestimenta se especificó de nuevo durante el reinado del emperador Xiaoming de la dinastía Han Oriental en el año 59 d. C.

### Dinastías Tang y Song
Basada en la túnica de cuello circular, la túnica del dragón fue adoptada por primera vez por la dinastía Tang (618-906 d. C.) y era utilizada por los gobernantes y altos funcionarios de la dinastía Tang; la túnica de cuello circular estaba adornada con dragones para simbolizar el poder imperial. Durante el reinado de Wu Zetian, en 694 d. C., se documentó que ella otorgaba estas túnicas decoradas con dragones con tres garras a los funcionarios de alto rango, es decir, funcionarios de la corte por encima del tercer rango, y a los príncipes. Las túnicas de dragón eran un símbolo de poder, y era un gran honor recibirlas de manos del emperador. Esta práctica se mantuvo hasta la dinastía Song.
La dinastía Song acabó convirtiendo al dragón en el símbolo del emperador. El atuendo del emperador de la dinastía Song, como el tongtianguanfu, también tiene dragones como motivos decorativos.
En 1111 d. C., un decreto prohibió a todos los súbditos del Emperador llevar diseños de dragones, lo que convirtió el uso de túnicas de dragón en un derecho exclusivo del Emperador y la Emperatriz, a menos que las túnicas de dragón les fueran otorgadas como símbolo de favor especial.

En las artes de las dinastías Tang y Song, los dragones se representan a menudo con tres garras y cuernos que se enroscan hacia arriba.

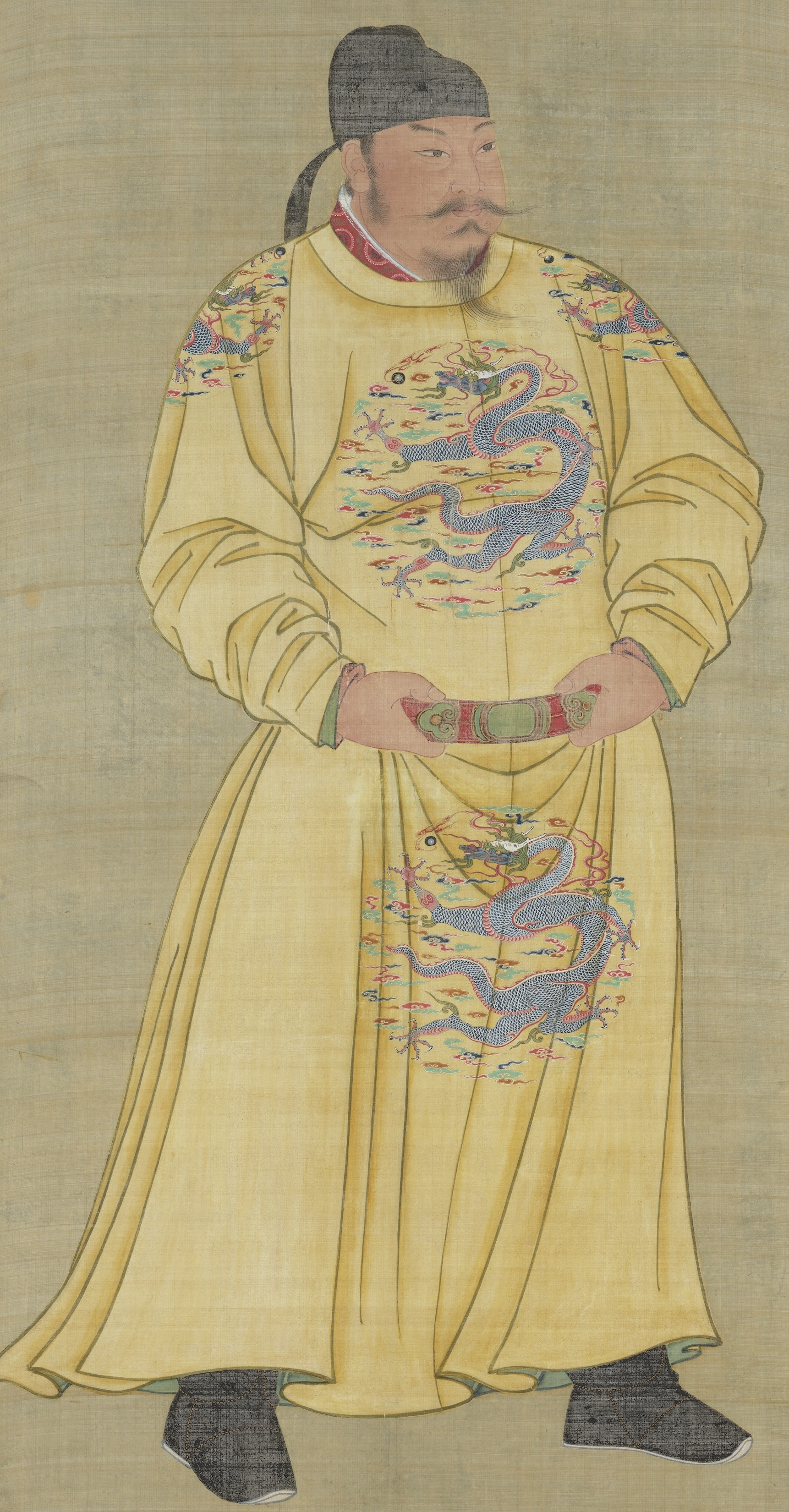
Túnica de Dinastía Tang
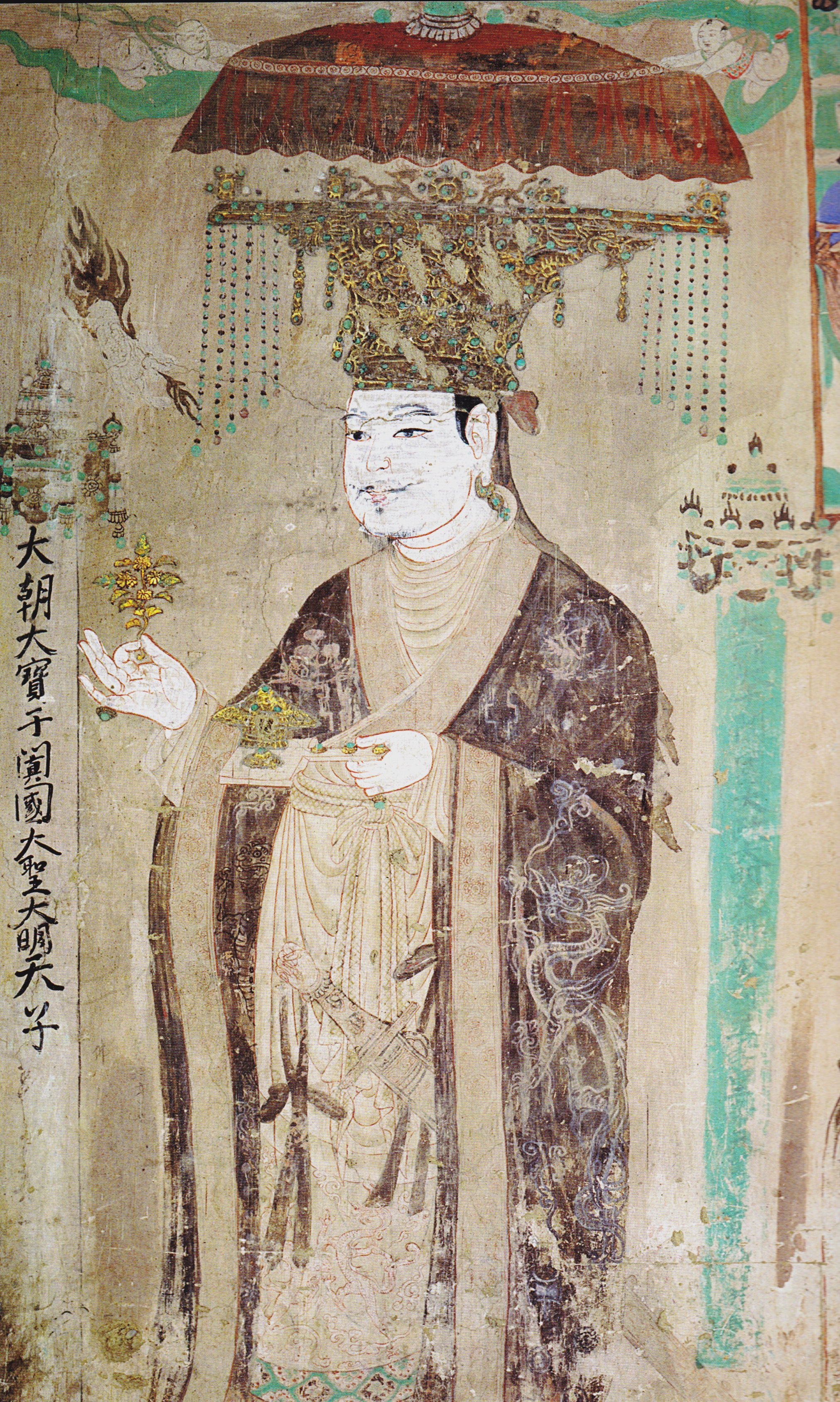
Retrato de un rey de Khotan con vestimenta de dragón al estilo chino.
El rey Yu de Xia, según la imagen del pintor de la dinastía Song Ma Lin
El rey Tang de Shang, imaginado por el pintor de la dinastía Song Ma Lin

### Dinastías Liao y Jin
Tanto los gobernantes de la dinastía Liao como los de la dinastía Jin, dirigida por Jurchen, adoptaron redondeles de dragones en sus túnicas para indicar su estatus social; actualmente, los artefactos arqueológicos más antiguos de la túnica de dragón que se han encontrado hasta ahora datan de la dinastía Liao. Tanto la dinastía Liao como la Jin adoptaron vestimentas imperiales decoradas con dragones de estilo Song.

### Dinastía Xia occidental
Los gobernantes de Xia Occidental también vestían una túnica de dragón con cinturón; era una toga de cuello redondo decorada con redondeles de dragón.

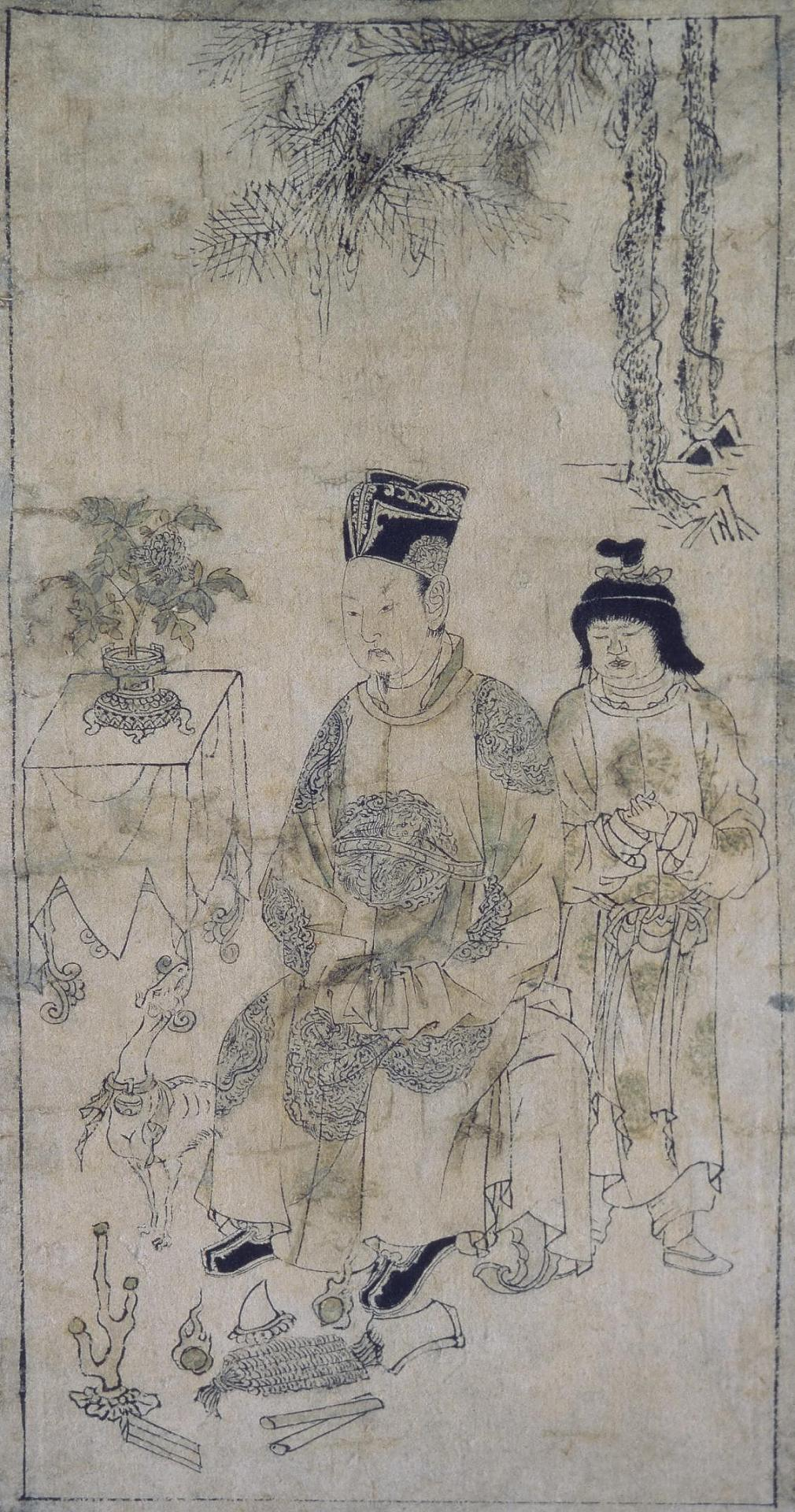
Emperador Tangut de Xia Occidental con una túnica con medallones de dragón, siglo XIII

### Dinastía Yuan
La dinastía Yuan fue la primera en codificar el uso de dragones como emblemas en las vestimentas de la corte. La familia imperial de Yuan utilizaba los dragones largos de cinco garras, que perseguían perlas llameantes entre las nubes. Los grandes dragones con 5 garras se convirtieron en rasgos característicos de la indumentaria del Emperador, mientras que los dragones más pequeños con tres garras se utilizaban para ocasiones generales.

### Dinastía Ming
Como consecuencia del uso de las túnicas de dragón en la época Yuan, los siguientes emperadores Ming las evitaron en las ocasiones formales.
Desde la dinastía Ming, los dragones chinos tienen cinco garras. Sin embargo, sólo los miembros de la realeza podían llevar dragones de 5 garras; los funcionarios de honor podían tener el privilegio de llevar túnicas con criaturas parecidas a dragones, como el mangfu (criatura parecida a un dragón con 4 garras), el feiyufu (el feiyu, "pez volador", criatura con cuatro garras, alas en el torso parecidas a aletas y cola con aspecto de pez) y el douniu (Dipper capricornio; criatura que puede tener 3 o 4 garras; cuernos parecidos a los de un búfalo de agua). Las túnicas mangfu, feiyu y douniu estaban estrictamente reguladas por la corte Ming.

A principios de la dinastía Ming, la corte conservó los esquemas decorativos de la dinastía Yuan para sus propias túnicas de dragón; sin embargo, los diseñadores Ming también modificaron la túnica de dragón de la dinastía Yuan y la personalizaron añadiendo "olas rompiendo contra las rocas a lo largo de los bordes inferiores de las zonas decorativas". La túnica del dragón de la dinastía Ming tenía un gran dragón en la espalda y en la zona del pecho de la túnica y dragones que se colocaban horizontalmente en la falda y en las mangas anchas.

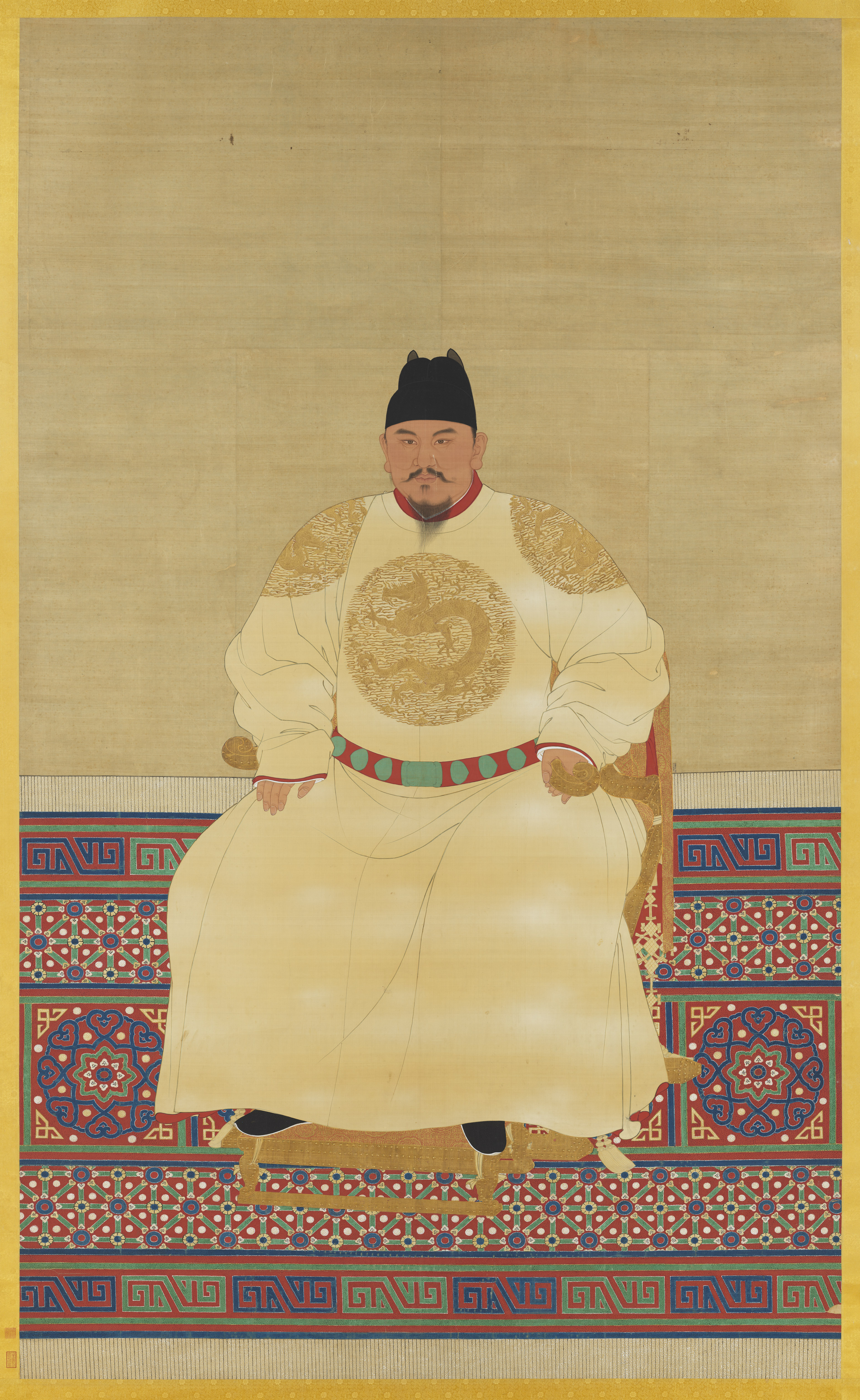
La túnica de dragón para uso diario de la dinastía Ming
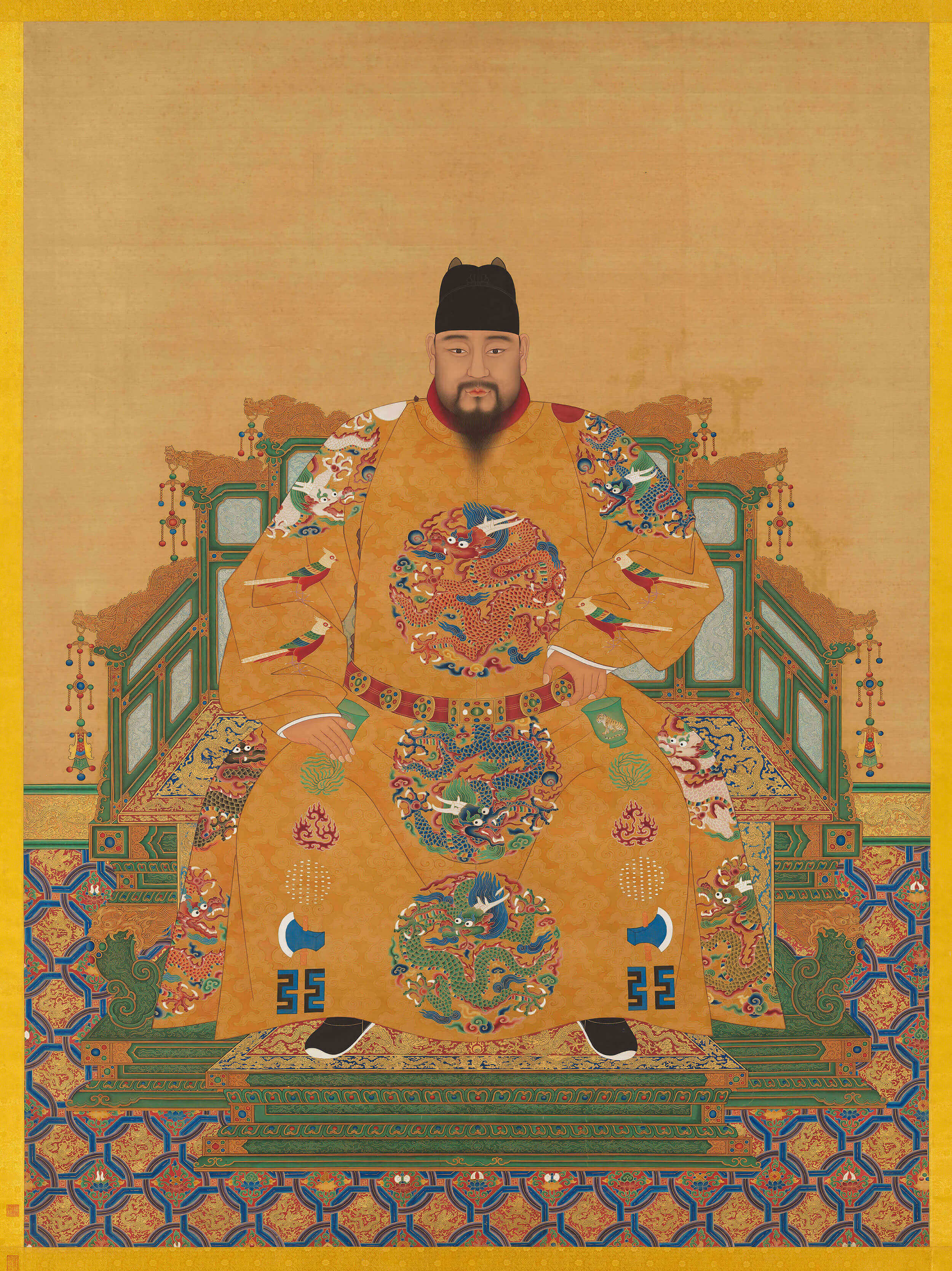
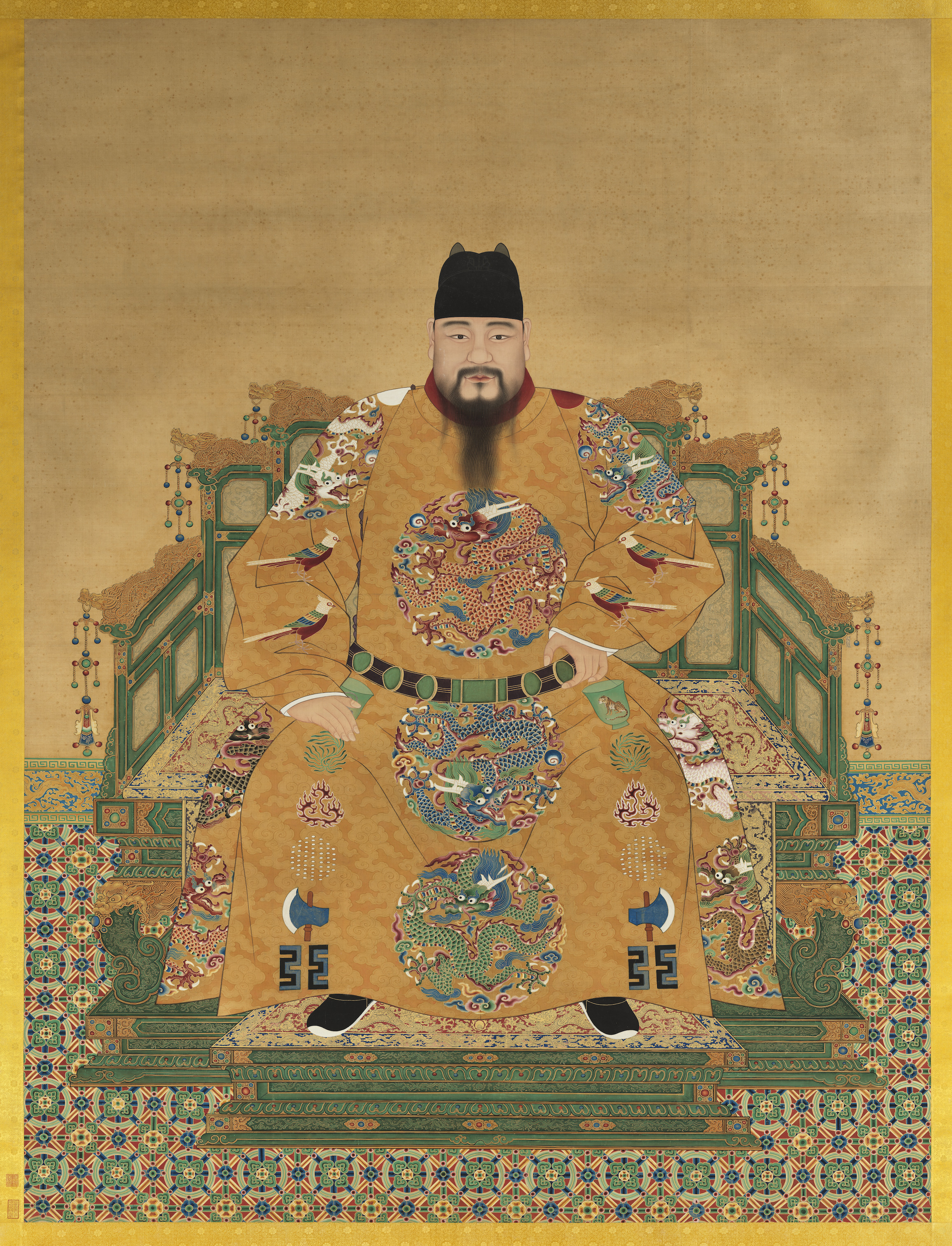
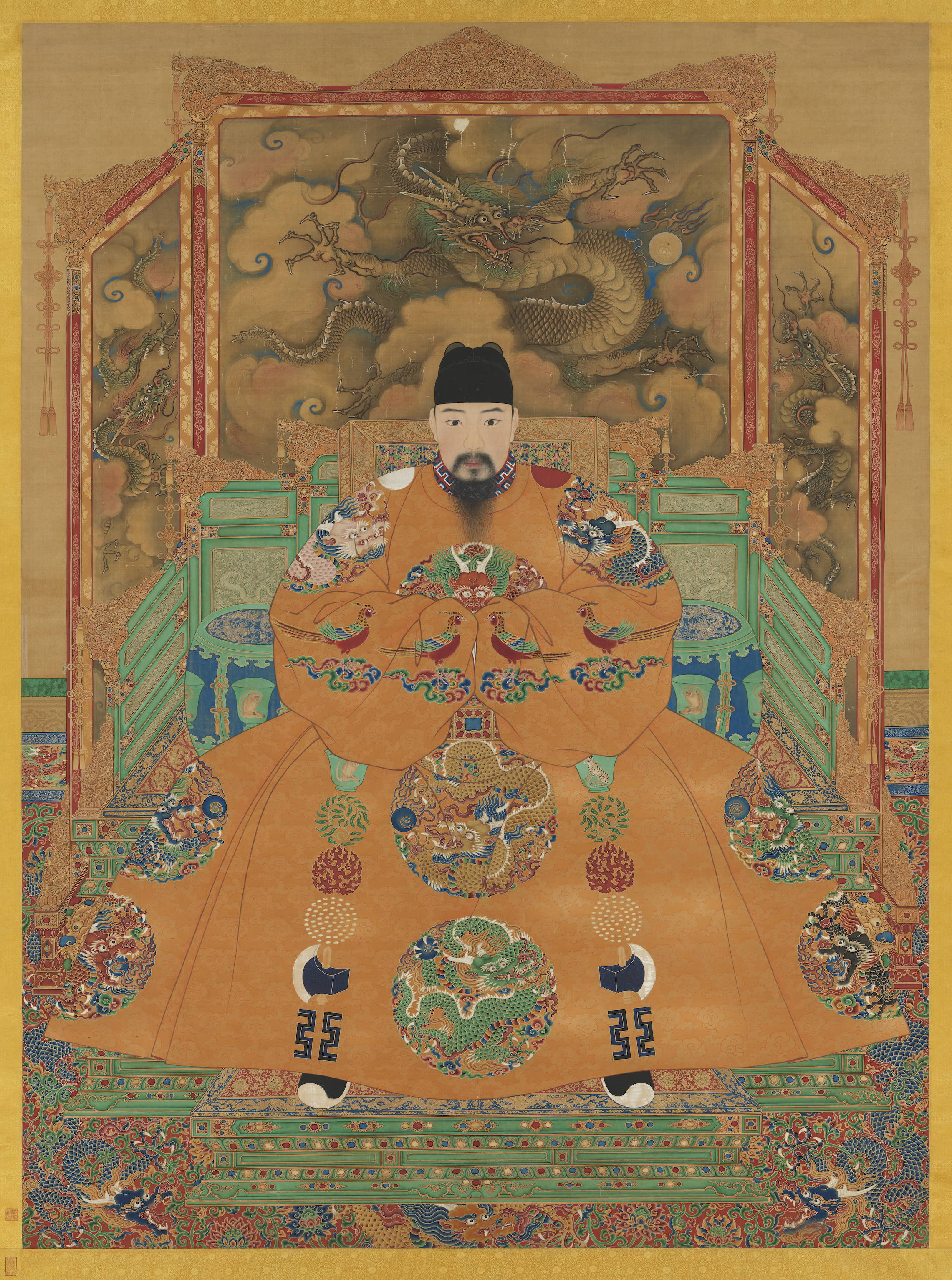
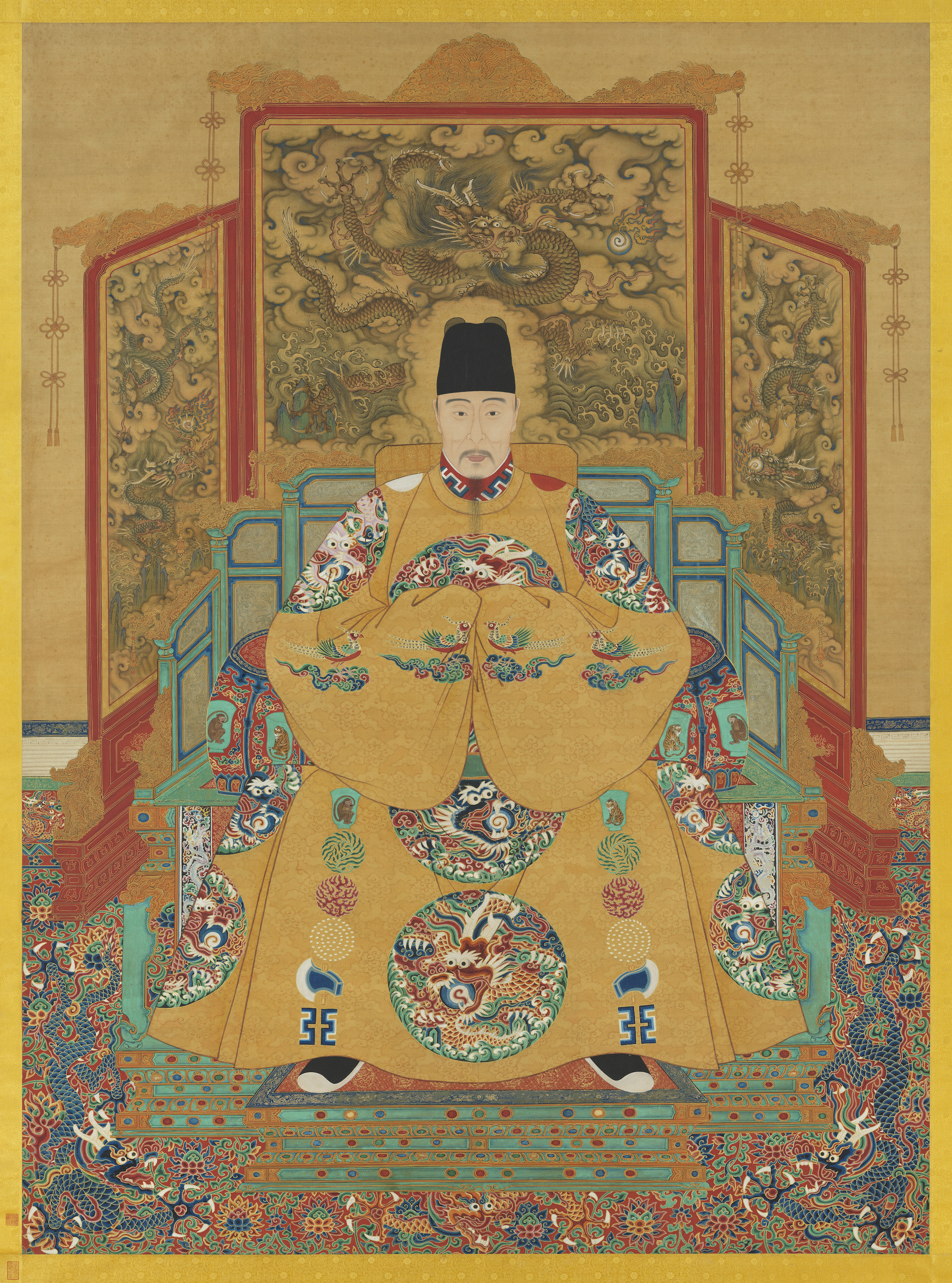
La túnica del dragón para ocasiones especiales de la dinastía Ming

### Dinastía Qing
En la dinastía Qing, el longpao sólo puede denominarse así cuando se trata de la vestimenta del emperador, sus consortes y el príncipe heredero; el lonpao solía estar decorado con los dragones de 5 garras junto con los 12 símbolos auspiciosos según el rango del portador. En la dinastía Qing había diferentes tipos de togas decoradas con dragones chinos: jifu ("toga auspiciosa", toga semiformal de la corte, que se usaba en ocasiones especiales e importantes), chaofu (朝服 lit. "toga de audiencia", la toga más formal de la corte de la dinastía Qing) y changfu.
La dinastía Qing heredó las túnicas de dragón de la dinastía Ming. En un principio, los primeros manchúes no tejían sus propios tejidos, por lo que tenían que obtener túnicas y telas de dragón de la dinastía Ming cuando pagaban tributo o comerciaban con ella. En 1636, el código de vestimenta elaborado por los manchúes permitía al Emperador y a los príncipes de primer rango vestir túnicas amarillas con dragones de 5 garras.
En la época de Hong Taiji, el primer emperador de Qing no quería ir vestido únicamente con la indumentaria de los chinos Han y deseaba mantener la identidad étnica manchú, incluso en lo referente a la vestimenta. También rechazó el uso de los Doce Símbolos Antiguos de Autoridad Imperial que solían adornar los trajes ceremoniales y rituales de los anteriores emperadores chinos desde la dinastía Zhou. Las túnicas del dragón de la dinastía Ming fueron por tanto modificadas, cortadas y adaptadas para ser estrechas en las mangas y la cintura con aberturas en la falda para hacerlas adecuadas para la cetrería, la equitación y el tiro con arco. Las túnicas del dragón de la dinastía Ming fueron simplemente modificadas y cambiadas por los manchúes para adaptarse a sus gustos manchúes cortándolas en las mangas y la cintura para hacerlas estrechas alrededor de los brazos y la cintura en lugar de anchas y añadiendo un nuevo puño estrecho a las mangas. El nuevo puño estaba hecho de piel. La cintura de la chaqueta de la túnica tenía una nueva tira de tela de retazo puesta en la cintura mientras que la cintura se hizo más ajustada plisando la parte superior de la falda de la túnica. Los manchúes añadieron faldas, puños y cuellos de piel de marta a las túnicas de dragón Ming y recortaron piel de marta por todas partes antes de ponérselas.
A finales del siglo XVII d. C., la corte Qing decidió rediseñar las túnicas de dragón de la dinastía Ming, y desde principios del siglo XVIII, la corte Qing estableció una túnica de dragón con 9 dragones, en la que 4 dragones irradiaban desde el cuello sobre el pecho, espalda y hombros para simbolizar la dirección cardinal, 4 dragones se encontraban en las faldas - 2 en la espalda y 2 en la parte delantera de la falda respectivamente, con el último dragón (9.º) oculto colocado en la solapa interior de la toga.
En la década de 1730, el emperador Qianlong empezó a llevar los símbolos del sol y la luna; ambos formaban parte de los Doce Símbolos Antiguos de Autoridad Imperial.

Mediante el decreto Huangchao liqi tushi, todos los Doce Símbolos Antiguos de la Autoridad Imperial (que, irónicamente, fueron rechazados inicialmente por el primer emperador Qing) se añadieron finalmente a las túnicas de dragón del emperador en el año 1759. Según el Huangchao liqi tushi, la túnica de la corte de invierno del emperador Qianlong que se ponía en la audiencia de la corte de día era de color amarillo brillante; estaba decorada con los doce símbolos y tenía dragones oceánicos verdes en las mangas y el cuello, la falda tenía cinco dragones móviles, la solapa estaba decorada por un dragón y los pliegues tenían nueve dragones; la falda tenía dos dragones y cuatro dragones móviles y el cuello ancho tenía dos dragones móviles y los puños de cada manga tenían 1 dragón. En el decreto de 1759, el uso de los dragones de cinco garras también se restringió al uso de la familia imperial, es decir, los emperadores, los hijos del emperador y los príncipes de primer y segundo rango. Las túnicas de dragón Minghuang (amarillo brillante) sólo las llevaban el emperador y la emperatriz; los hijos de los emperadores Qing podían vestir otros tonos de amarillo, es decir, "amarillo albaricoque" para el príncipe heredero, "amarillo dorado" para los príncipes imperiales y para las demás esposas del emperador, y los demás príncipes y miembros del clan Aisin Gioro tenían que llevar túnicas azules o azul-negro.

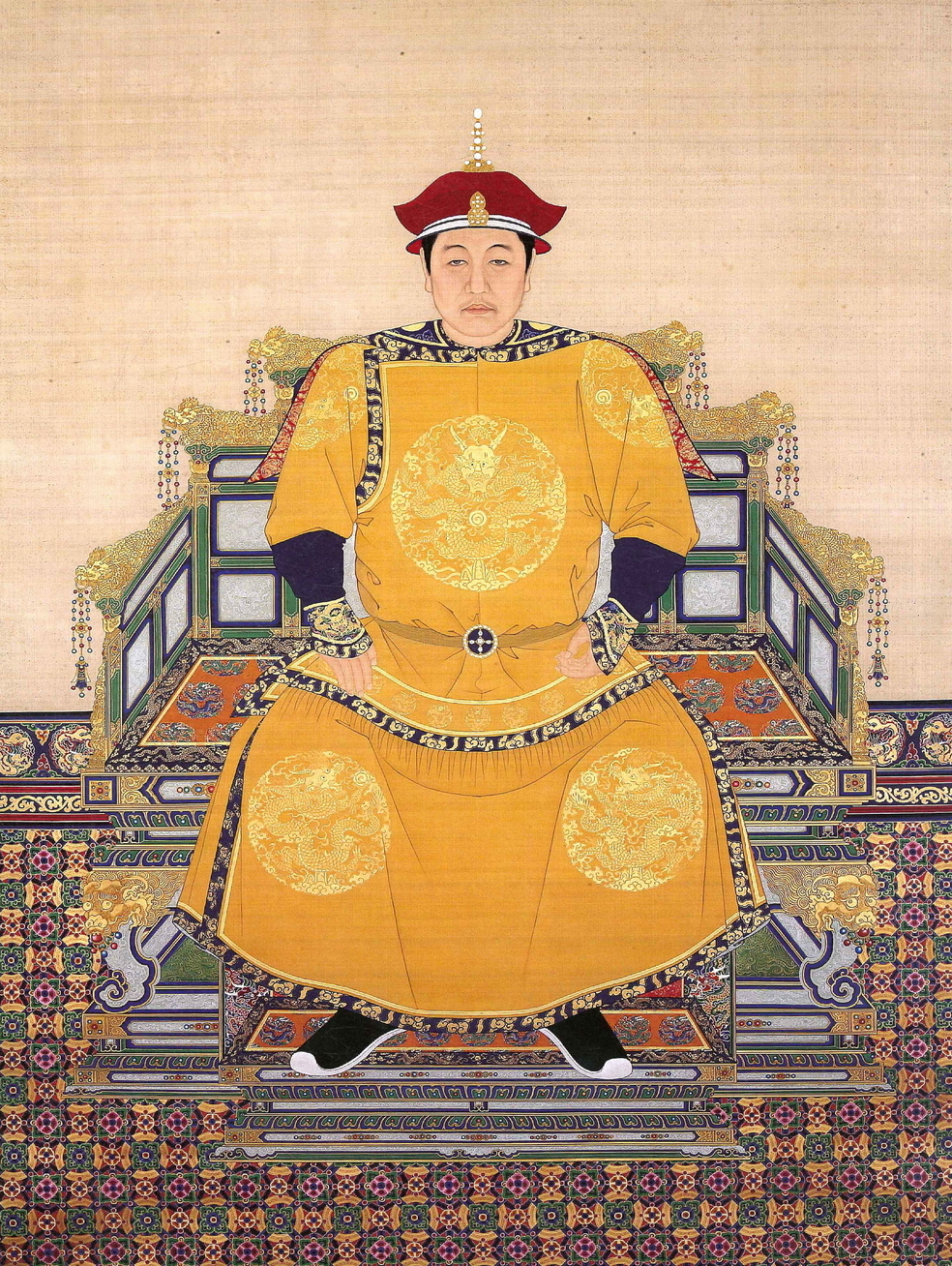
La túnica del dragón para ocasiones especiales de la dinastía Qing
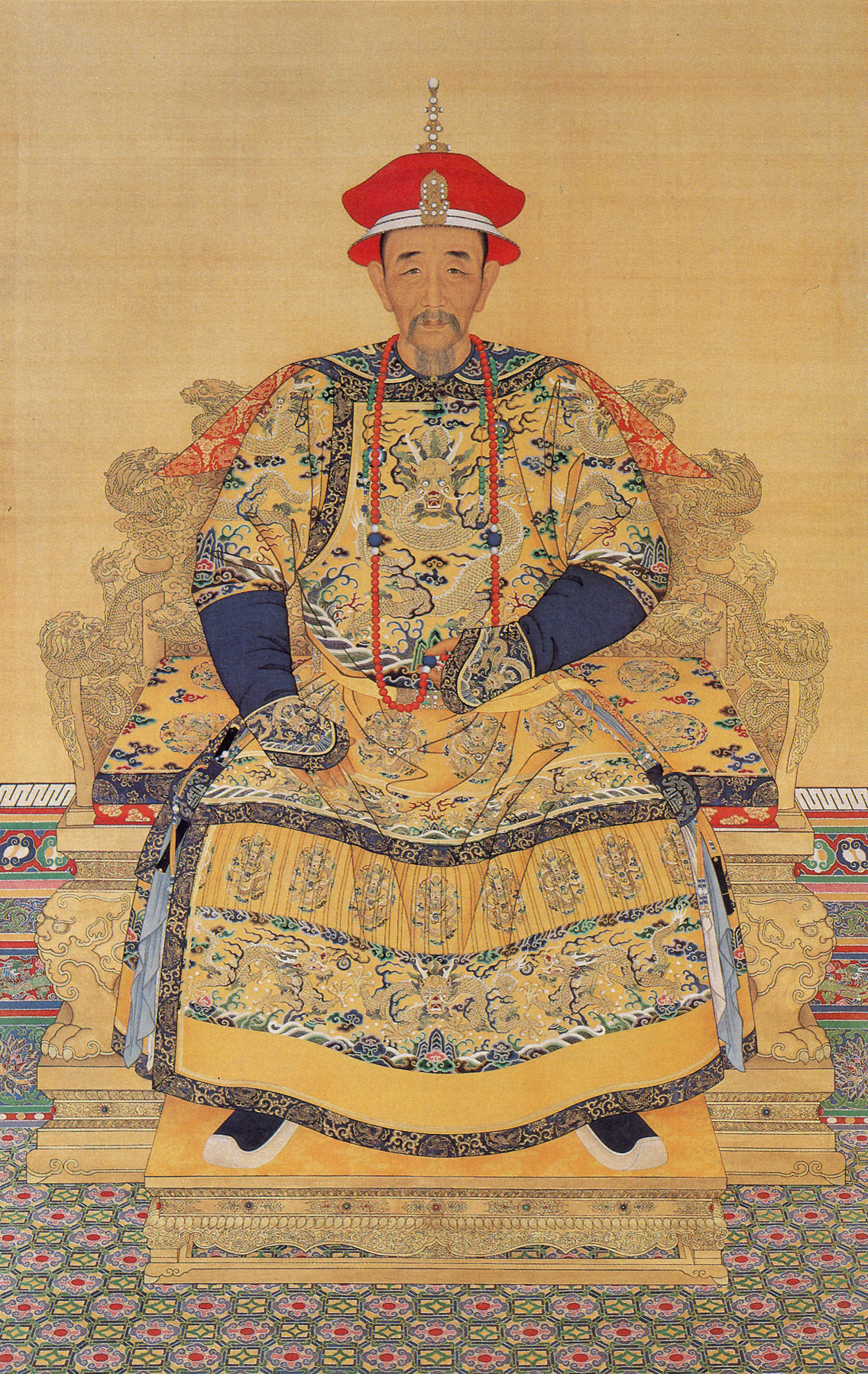
Túnica de dragón de la dinastía Qing para uso diario
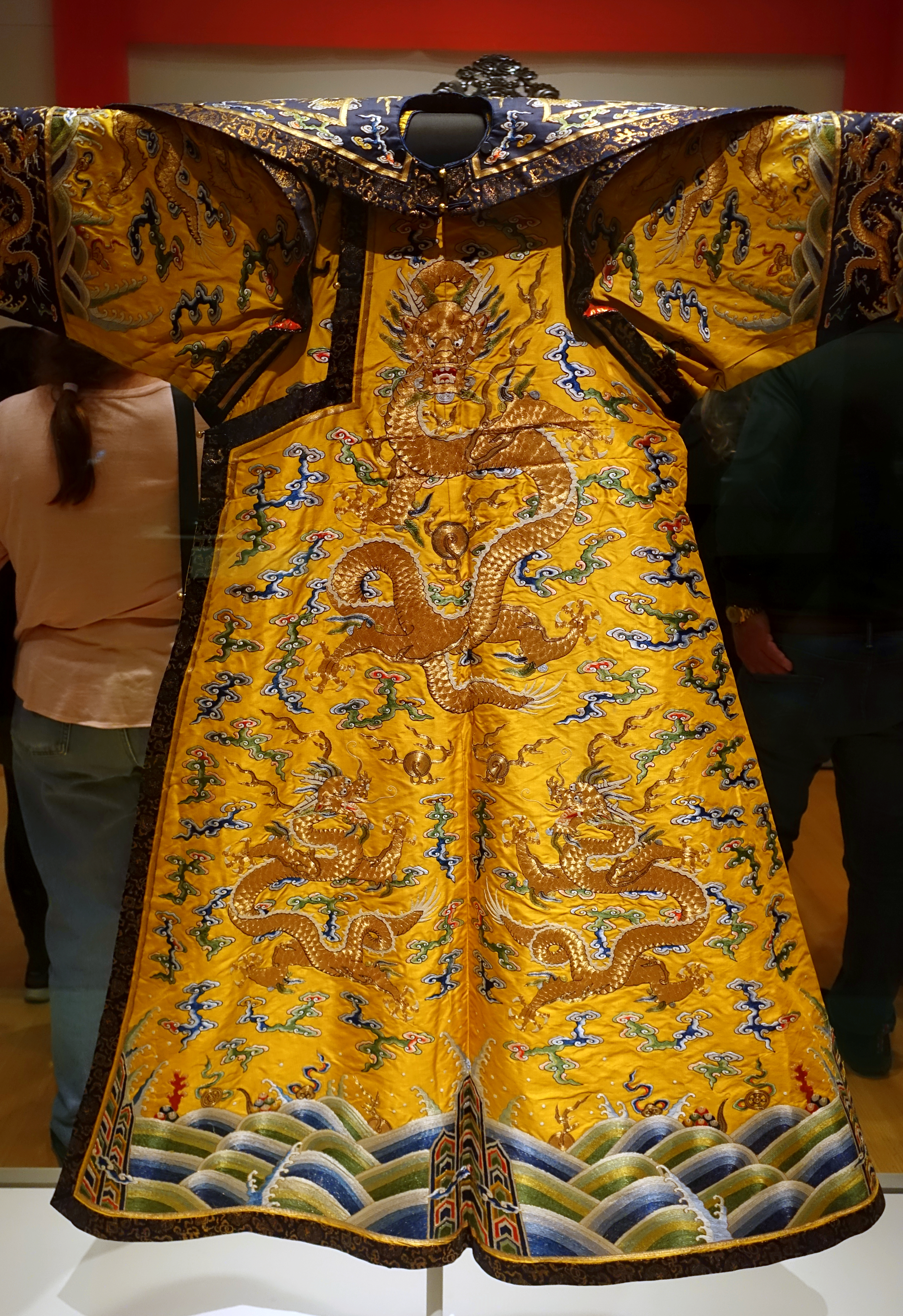
Túnica de corte con dragones y nubes, 1723-1735 d.C.
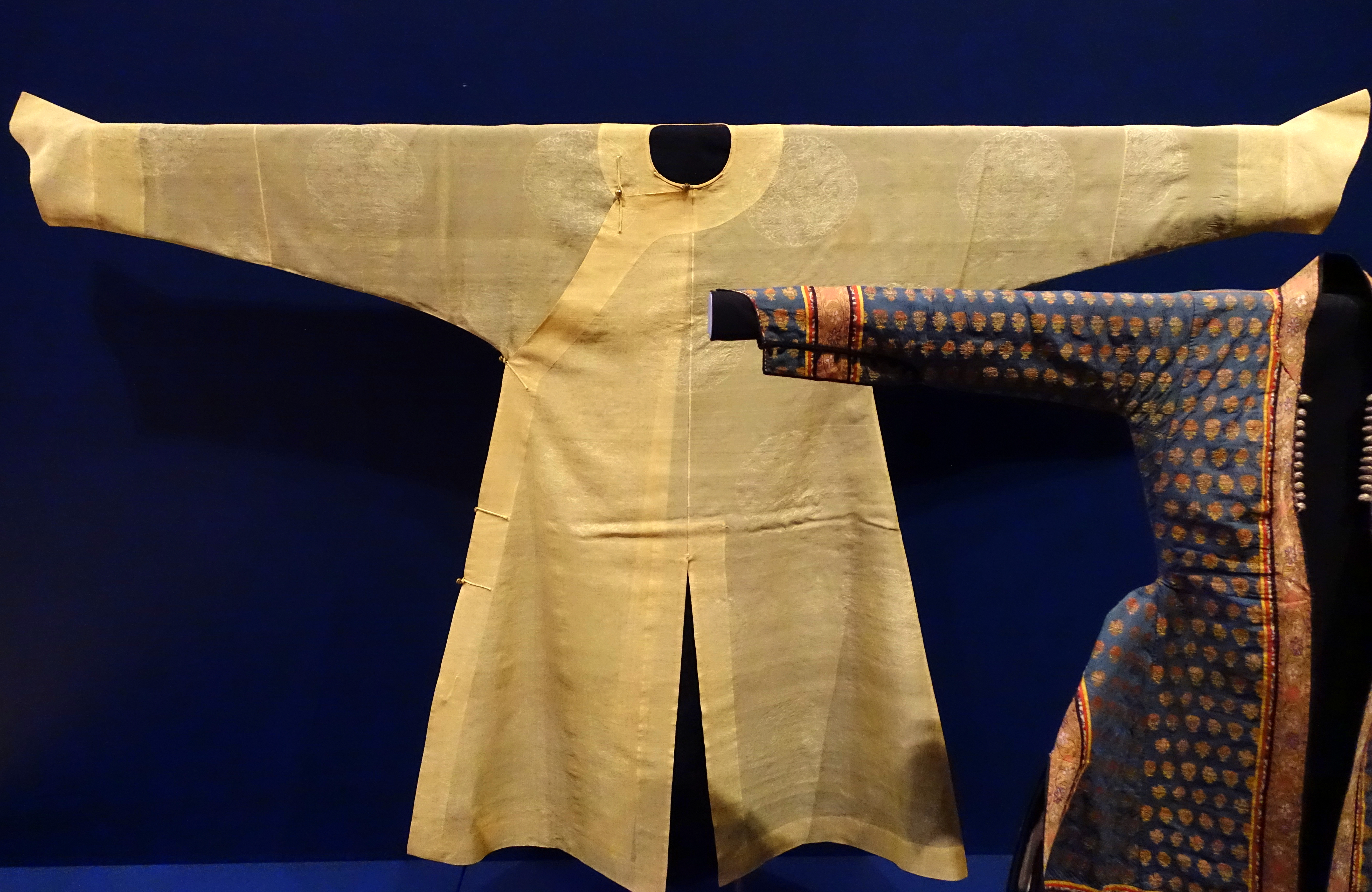
Changfu con medallones de dragón, 1850-1861 d.C.
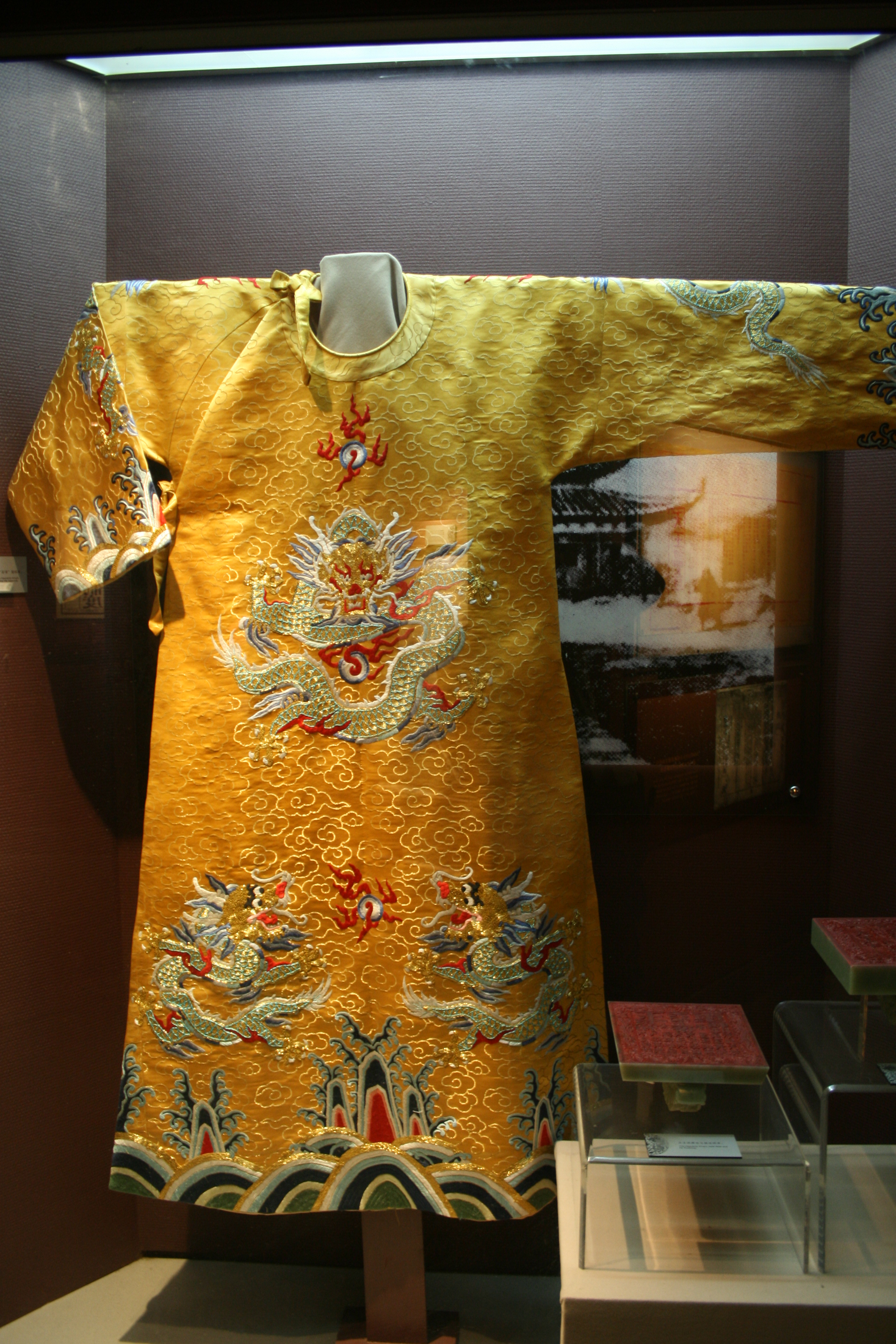
Túnica de seda del dragón de Hong Xiuquan
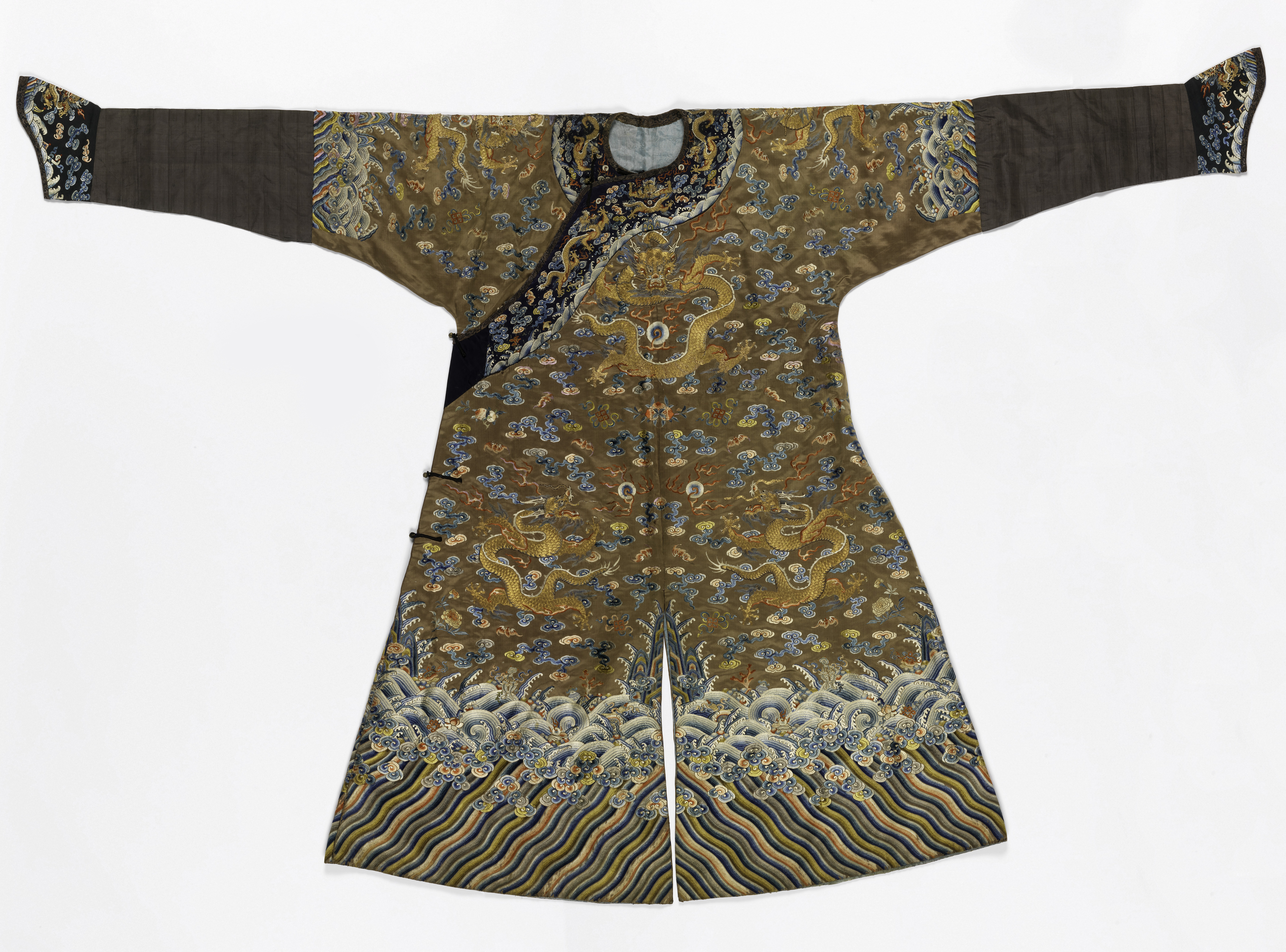
Túnica de dragón, 1796-1820
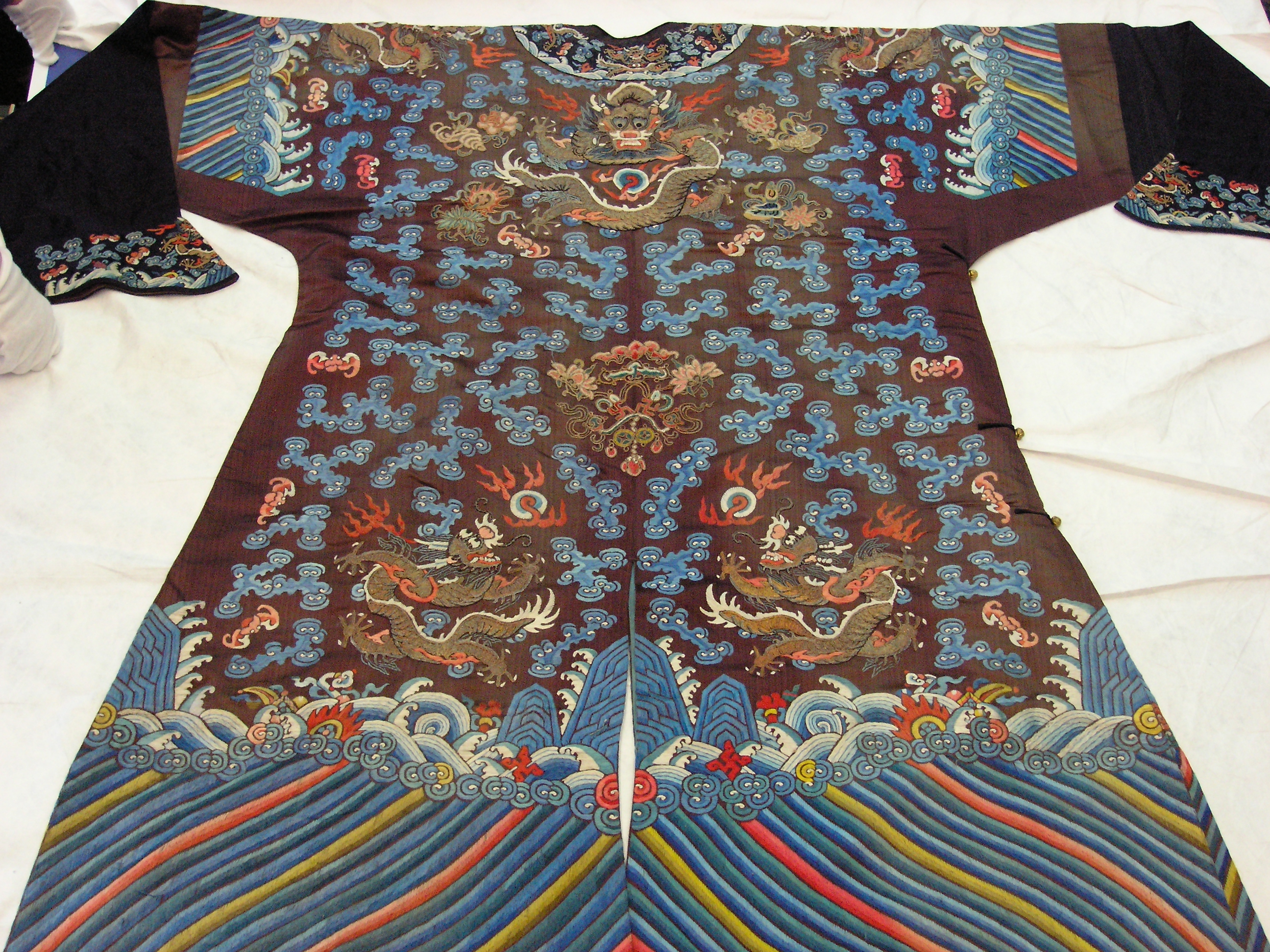
Túnica china del dragón (jifu)
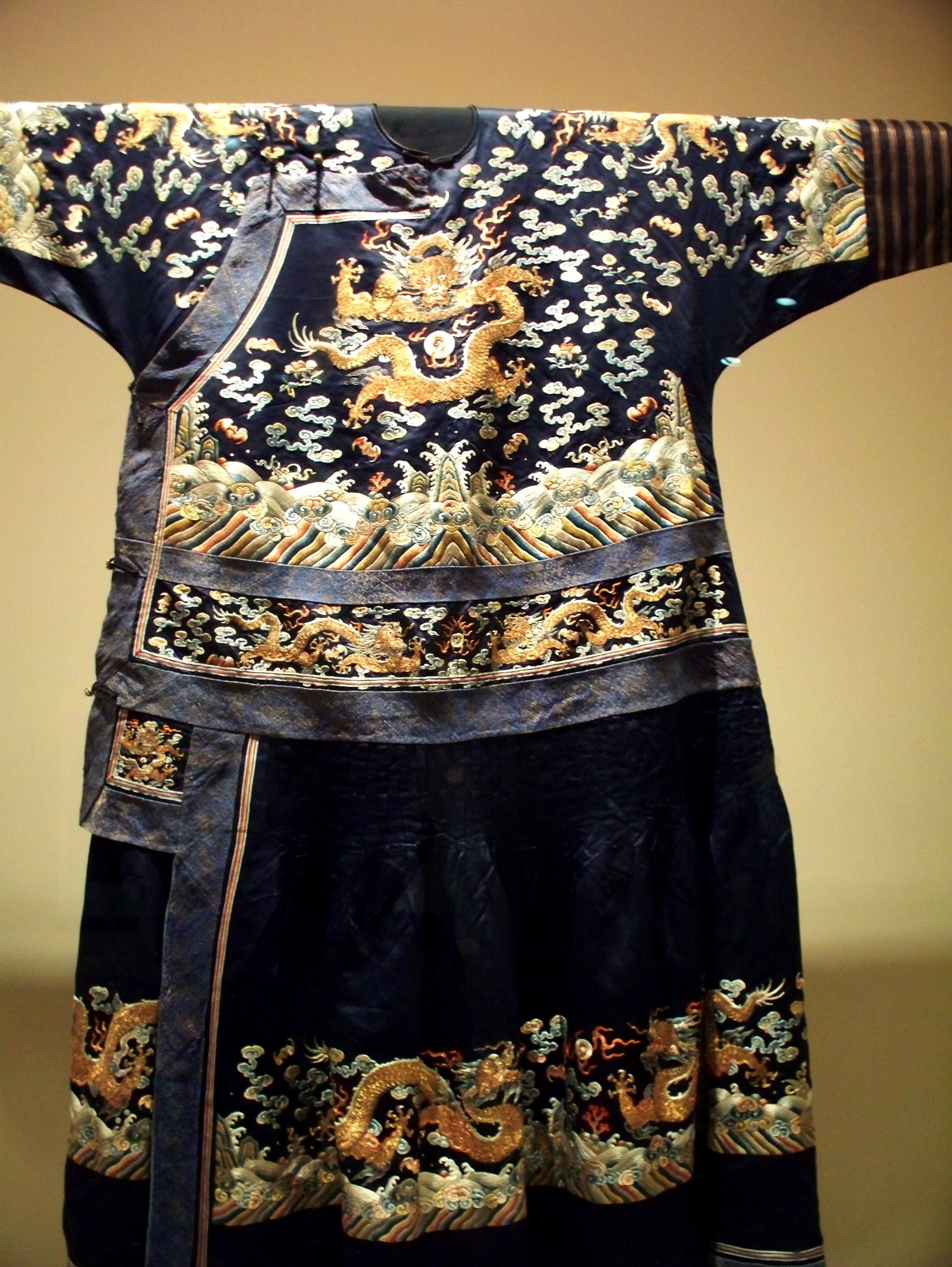
Chaofu

#### Túnicas de dragón de los chinos Han
El Museo de Arte Spencer posee seis túnicas longpao que pertenecieron a la nobleza china Han de la dinastía Qing. Los funcionarios de rango y los nobles chinos Han tenían dos aberturas en los faldones, mientras que los nobles manchúes y la familia imperial tenían 4 aberturas en los faldones: Todos los funcionarios de primer, segundo y tercer rango (así como los nobles chinos Han y manchúes) tenían derecho a llevar 9 dragones según los Precedentes Ilustrados Qing de 1759. Las leyes suntuarias Qing sólo permitían dragones de cuatro garras (Mang) a los funcionarios, nobles chinos Han y nobles manchúes, mientras que la familia imperial Qing, el emperador y los príncipes hasta el segundo grado y sus familiares femeninas tenían derecho a llevar dragones de cinco garras. Sin embargo, los funcionarios violaban estas leyes todo el tiempo y llevaban dragones de cinco garras, y los 6 longpao del Museo Spencer que llevaban los nobles chinos Han tienen dragones de cinco garras.

## Conceptos erróneos sobre el desarrollo de la indumentaria de la corte Qing
Se pensó erróneamente que la ropa de piel de los antepasados cazadores de los manchúes se convirtió en ropa de la dinastía Qing, debido al contraste entre la longitud recta de la ropa no oficial de la dinastía Ming y las piezas de forma extraña del longpao (lit. "túnica de dragón") y el chaofu de la dinastía Qing. Los eruditos occidentales asumieron erróneamente que esas prendas eran puramente manchúes, ya que los primeros gobernantes manchúes escribieron varios edictos haciendo hincapié en el mantenimiento de sus tradiciones y vestimenta. La ropa no oficial Qing, longpao, comparte características similares con la ropa de la dinastía Yuan, mientras que la ropa oficial Qing, chaofu, comparte similitudes con la ropa tipo chaofu de la dinastía Ming. Los Ming modelaron conscientemente su indumentaria a partir de la de las anteriores dinastías chinas Han, como la dinastía Song, la dinastía Tang y la dinastía Han.
El traje de la corte china Han también fue modificado por los manchúes añadiéndole un gran cuello ceremonial (daling) o un cuello chal (pijianling).

### Chaofu
El elemento manchú del chaofu Qing (chino: 朝服; pinyin: chaofu) se aprecia en las mangas entalladas y los puños en forma de herradura, vestigios de la indumentaria manchú que se usaba cuando se cazaba en climas fríos. El primer prototipo del chaofu fue en realidad el terlig mongol de la dinastía Yuan; el terlig mongol de la Yuan continuó desarrollándose en las dinastías Ming y Qing sucesivas, desarrollando sus propias características respectivas. Sin embargo, el chaofu de la dinastía Qing era también una adaptación manchú del traje de corte chino Han; las adaptaciones de la vestimenta se formalizaron en 1759.
Se excavaron túnicas similares al chaofu en tumbas de la dinastía Ming (por ejemplo, la tumba del emperador Wanli) y se descubrió que el chaofu Qing tenía una estructura similar. Llevaban bordadas o tejidas criaturas con aspecto de dragón, pero son diferentes de las túnicas de dragón longpao, que son una prenda aparte. Como tienen criaturas con aspecto de dragón, esas prendas se denominan "túnica de dragón" en los informes de excavación; sin embargo, no son las mismas longpao encontradas en la dinastía Qing posterior. Las vestimentas tipo chaofu de la dinastía Ming tenían faldas acampanadas o plisadas con cierres en el lado derecho y corpiños ajustados Las túnicas de dragón se han encontrado en tumbas de Pekín, Shanxi, Jiangxi, Jiangsu y Shandong de funcionarios Ming y miembros de la familia imperial Ming. Al igual que las prendas anteriores de tipo chaofu de la dinastía Ming, que utilizan extensiones de manga (es decir, otra pieza de tela unida a la manga superior integral del corpiño), el chaofu posterior de la dinastía Qing también comparte la misma característica.
Tras la fundación de la dinastía Ming, los gobernantes de esta dinastía modelaron conscientemente su vestimenta a partir de la de dinastías chinas Han anteriores como la dinastía Song, la dinastía Tang y la dinastía Han. Estas prendas similares a los chaofu de la dinastía Ming compartían similitudes con los banbi de la dinastía Tang que se encontraron en el depósito Shosoin del templo Todaiji en cuanto a su construcción (por ejemplo, el cuello cruzado) pero no en cuanto a su decoración; sin embargo, también difieren entre sí en algunos rasgos. El chaofu de la dinastía Qing también puede haber derivado del banbi de la dinastía Tang; el banbi de la dinastía Tang también utiliza telas diferentes con dibujos distintos en el ran del banbi (una forma de falda unida al corpiño) y en el corpiño.
Además, las tumbas de la época de las dinastías Han y Jin (266-420) en Yingban, al sur de las montañas Tianshan, en Xinjiang, tienen ropas parecidas al long pao de la dinastía Qing y al banbi de la dinastía Tang. Por lo tanto, las pruebas de las tumbas excavadas indican que China tenía una larga tradición de vestimentas que desembocó en el chaofu de la dinastía Qing, y que no fue inventado ni introducido por los manchúes en la dinastía Qing ni por los mongoles en la dinastía Yuan. Las túnicas Ming de las que derivó el chaofu Qing simplemente no se utilizaban en retratos y pinturas oficiales, sino que se consideraban de alto estatus para ser enterradas en tumbas. En algunos casos, la dinastía Qing fue más lejos que la Ming en la imitación de la antigua China para mostrar legitimidad, resucitando antiguos rituales chinos para reclamar el Mandato del Cielo tras estudiar los clásicos chinos. Las vasijas rituales para sacrificios de la dinastía Qing se asemejan deliberadamente a las de la antigua China incluso más que las de la dinastía Ming. Los pueblos tungúsicos del río Amur, como Udeghe, Ulchi y Nanai, adoptaron influencias chinas en su religión y vestimenta, con dragones chinos en las túnicas ceremoniales, diseños de máscaras de monstruos y pájaros en espiral y volutas, el Año Nuevo chino, el uso de seda y algodón, ollas de hierro para cocinar y casas con calefacción procedentes de China.
Los chaofu de la dinastía Qing aparecen en retratos oficiales formales mientras que estas prendas similares a los chaofu de la dinastía Ming de las que derivan no lo hacen, lo que tal vez indica que los funcionarios Ming y la familia imperial llevaban chaofu bajo sus trajes formales, ya que aparecen en tumbas Ming pero no en retratos.

### Longpao
El longpao de la dinastía Qing se parece a la ropa de la dinastía Yuan, como las túnicas encontradas en la tumba de Li Youan de la dinastía Yuan de Shandong. Las túnicas Yuan tenían los dobladillos acampanados y alrededor de los brazos y el torso eran ajustadas. La ropa no oficial Qing, longpao, comparte características similares con la ropa de la dinastía Yuan, mientras que la ropa oficial Qing, chaofu, deriva de la ropa de la dinastía Ming parecida al chaofu.

## Influencias y derivados

### Tíbet
El emperador Qing también otorgó túnicas de dragón de cinco garras al Dalai Lama, al Panchen lama y al Jebtsundamba khutukhtu de Urga, que eran los tres dignatarios más destacados del budismo tibetano. En el siglo XVIII, las túnicas de la corte se enviaban a menudo de China a Tíbet, donde se rediseñaban según el estilo de vestimenta que llevaban los aristócratas laicos; estos tejidos chinos tenían un gran valor en Tíbet en aquella época, ya que algunas de estas chuba aristocráticas se podían volver a coser a partir de muchas piezas de túnicas diferentes. Sólo los nobles y los altos lamas podían llevar túnicas de dragón en Tíbet.

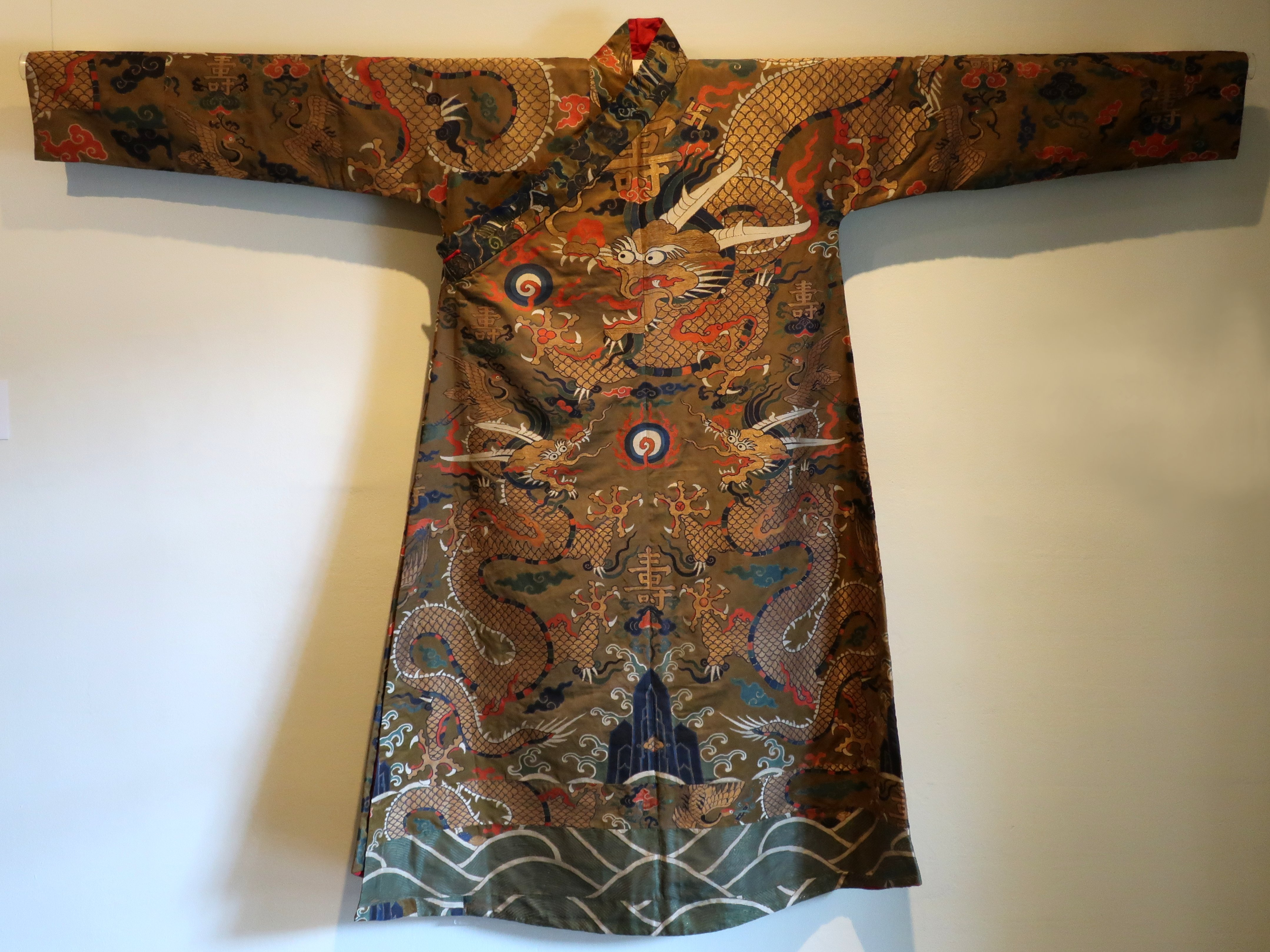
Chuba (túnica de dragón) hecha en el Tíbet
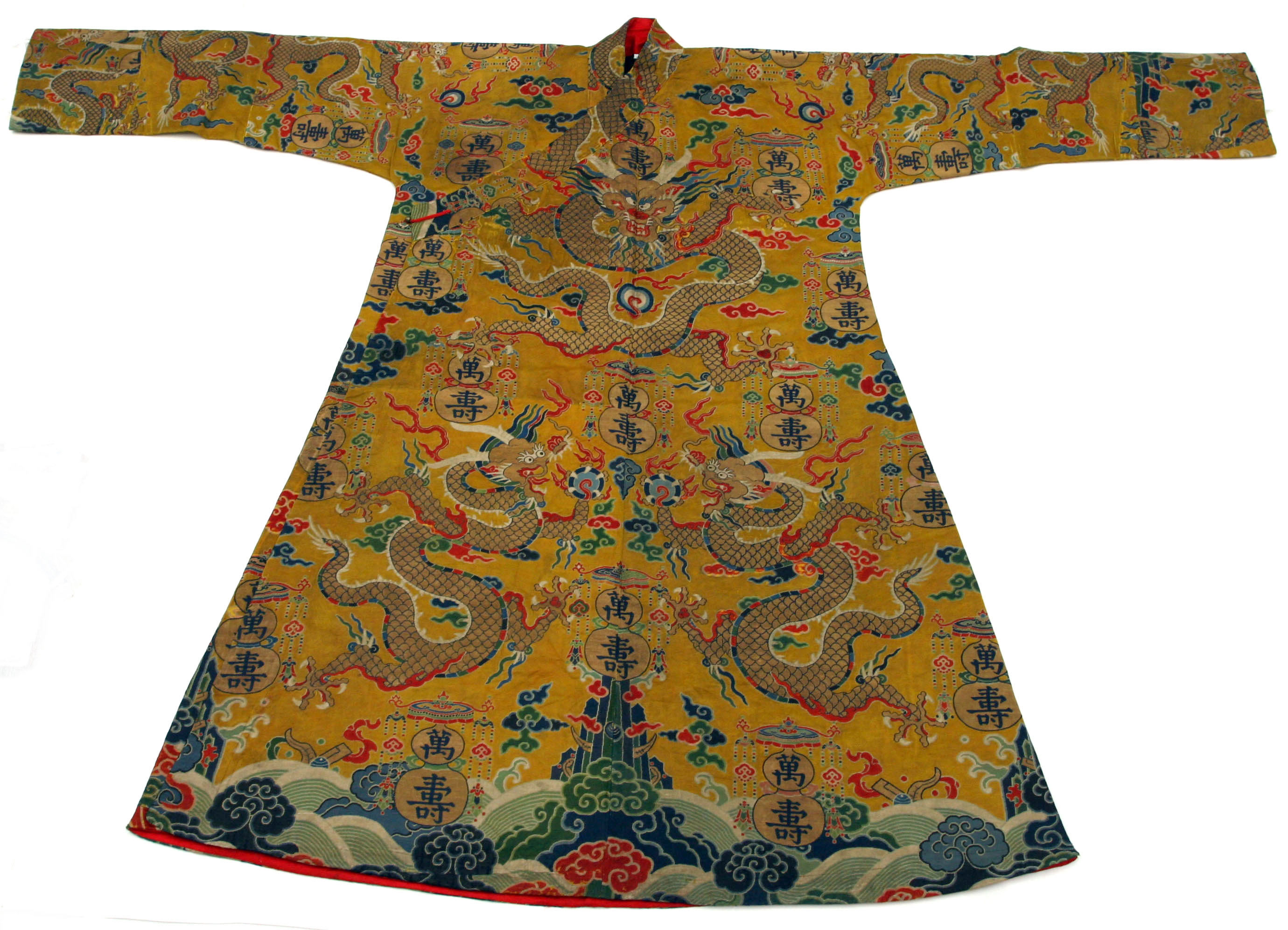
Túnica de aristócrata laico (Chuba)Siglos XVIII-XIX, Tíbet.
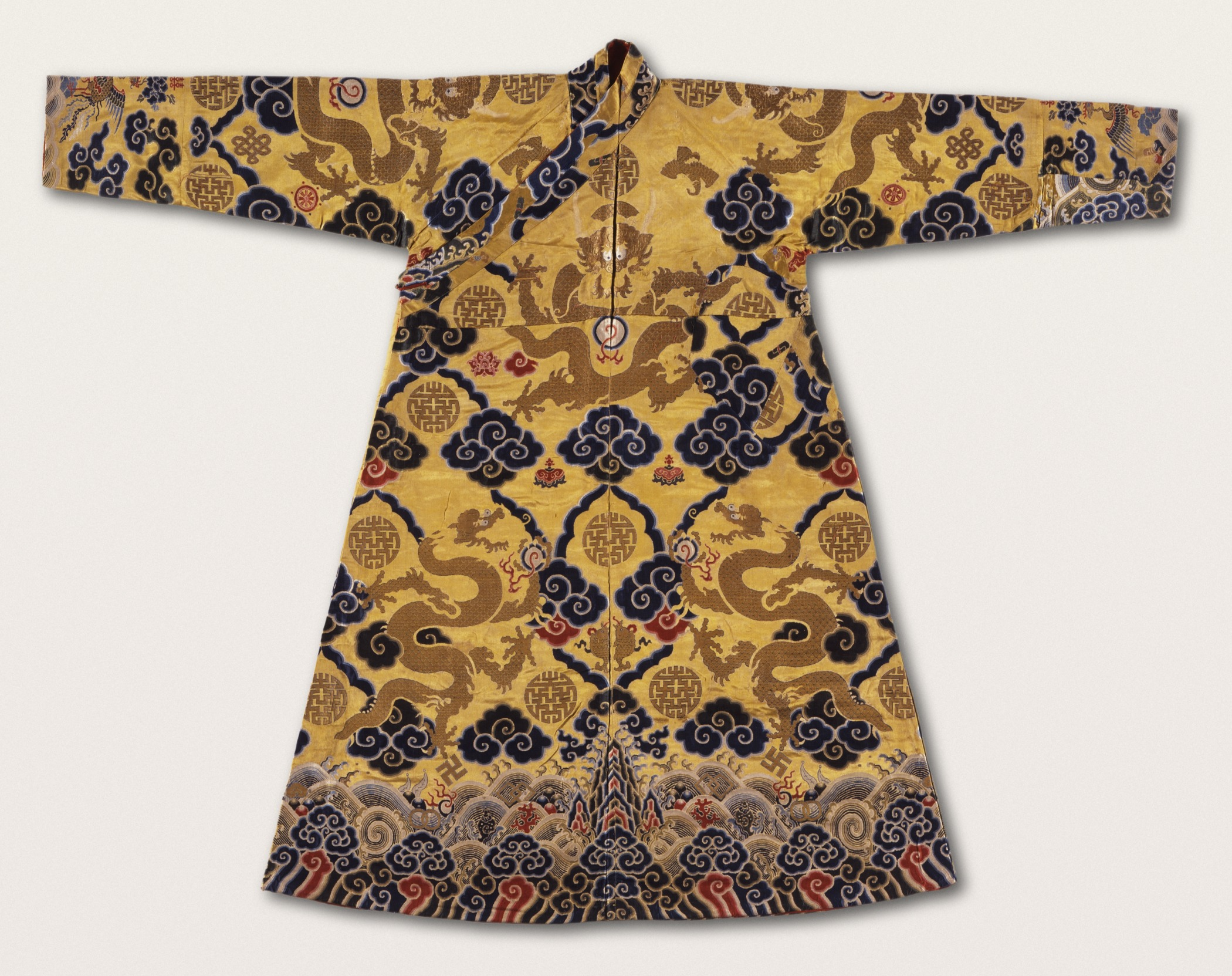
Túnica ceremonial de hombre (chuba)

### Tribus mongolas
Los emperadores Qing otorgaron túnicas de dragones a los nobles mongoles que estaban bajo el control de la dinastía Qing; el código de vestimenta Qing se aplicó a la nobleza mongola a partir del año 1661.

### Corea
Los reinos coreanos de Silla y Balhae adoptaron por primera vez la túnica de cuello circular, dallyeong, de la dinastía Tang de China en el Periodo de los Estados del Norte y del Sur para usarla como atuendo formal de la realeza y los funcionarios del gobierno.
Según la Goryeosa, desde 1043 d. C., los emperadores Song, Liao y Jin otorgaron a Goryeo vestimentas imperiales. Los reyes de la dinastía Goryeo utilizaron inicialmente túnicas con dragones amarillos, compartiendo un estilo de vestimenta similar al de los chinos. En 1043, el rey de Goryeo prohibió a sus súbditos vestir túnicas con dragones y fénix brocados o bordados.

Tras la subyugación de Goryeo por la dinastía Yuan de China (1271-1368 d. C.), los reyes de Goryeo, la corte real y el gobierno vieron degradados varios títulos y privilegios hasta el punto de que dejaron de ser iguales a los emperadores de Yuan. Los propios reyes de Goryeo fueron degradados del estatus tradicional de gobernante imperial de un reino al de rey de rango inferior de un estado vasallo; por ello, se les prohibió vestir la túnica amarilla del dragón, reservada a los emperadores de Yuan. En aquella época, tenían que llevar una túnica púrpura en lugar de amarilla. Los reyes de Goryeo de aquella época utilizaban a veces el atuendo mongol en su lugar; varios elementos de la vestimenta mongola fueron adoptados en la indumentaria de Goryeo. Tras la caída de la dinastía Yuan en 1368, los gobernantes de Goryeo tuvieron por fin la oportunidad de recuperar su antiguo estatus anterior a la dinastía Yuan. Sin embargo, pronto fue reemplazada por la dinastía Joseon en 1392.

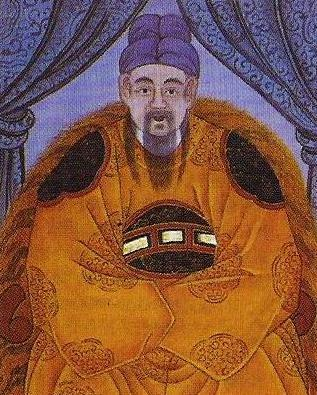
Rey Gongmin de Goryeo, r. 1351-1374 d.C.

La dinastía Joseon volvió a adoptar el estilo de la dinastía Ming de China, entonces conocido en China como hwangnyongpo (hangul: 황룡포; hanja: 黃龍袍), como gonryongpo. Se introdujo por primera vez en 1444 procedente de la dinastía Ming durante el reinado del rey Sejong. La dinastía Joseon se sometió ideológicamente a la dinastía Ming de China como estado tributario, por lo que se utilizó el goryeonpo rojo de acuerdo con la política china de vestir prendas que estaban dos niveles por debajo. El goryeongpo rojo se utilizaba en lugar del amarillo para sus ropajes de dragón, ya que el amarillo simbolizaba al emperador y el rojo al rey. Tras la caída de la dinastía Ming, la túnica se convirtió en una costumbre coreana al integrar en su diseño un estilo coreano único. Sólo cuando el emperador Gojong se proclamó emperador en 1897, el color del goryeopo cambió del rojo al amarillo para ser del mismo color que el emperador de China. Sólo el emperador Gojong y el emperador Sunjong pudieron llevar el goryeonpo amarillo.

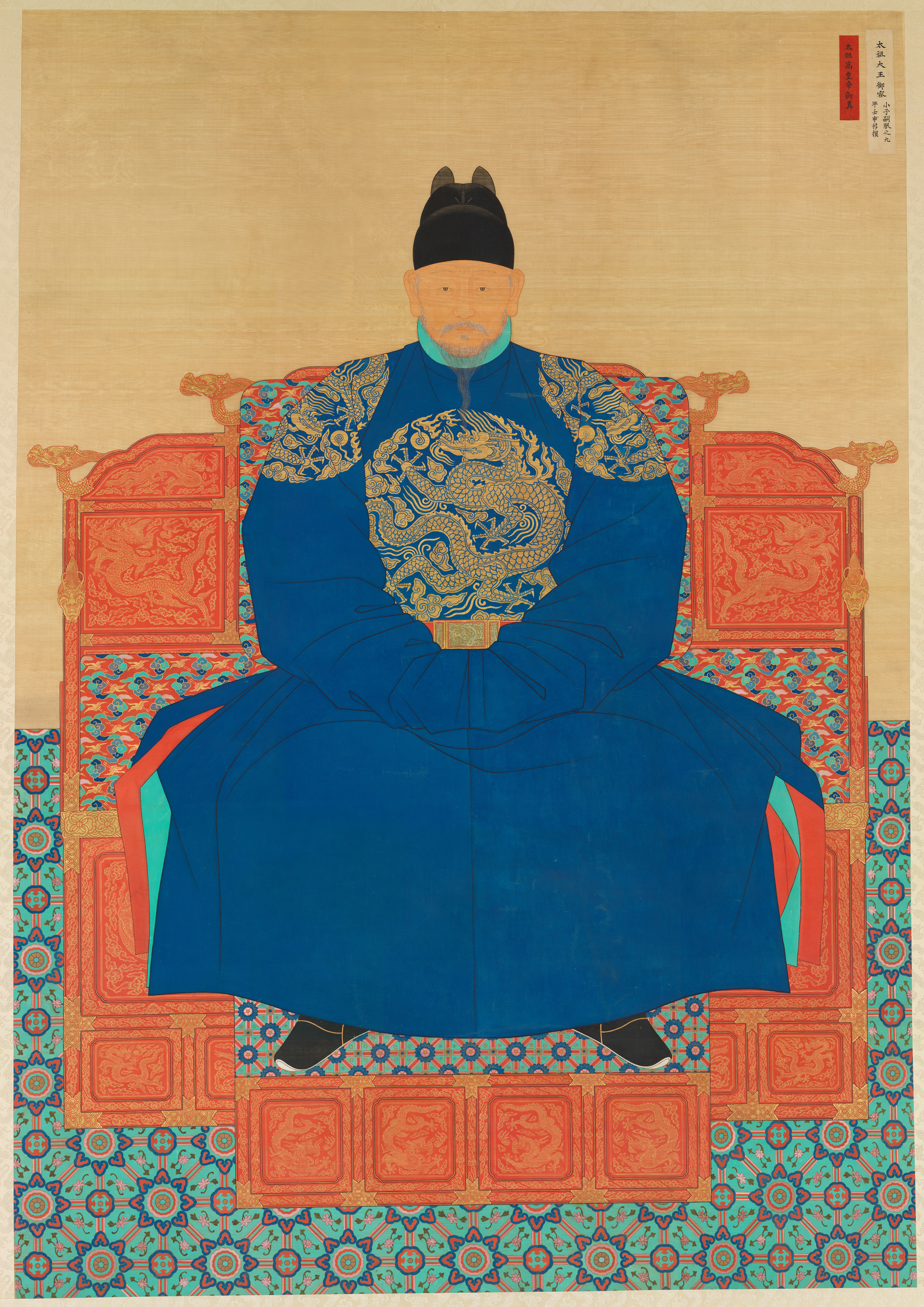
Taejo del Gonryongpo de Joseon
Yeongjo de Joseon Gonryongpo
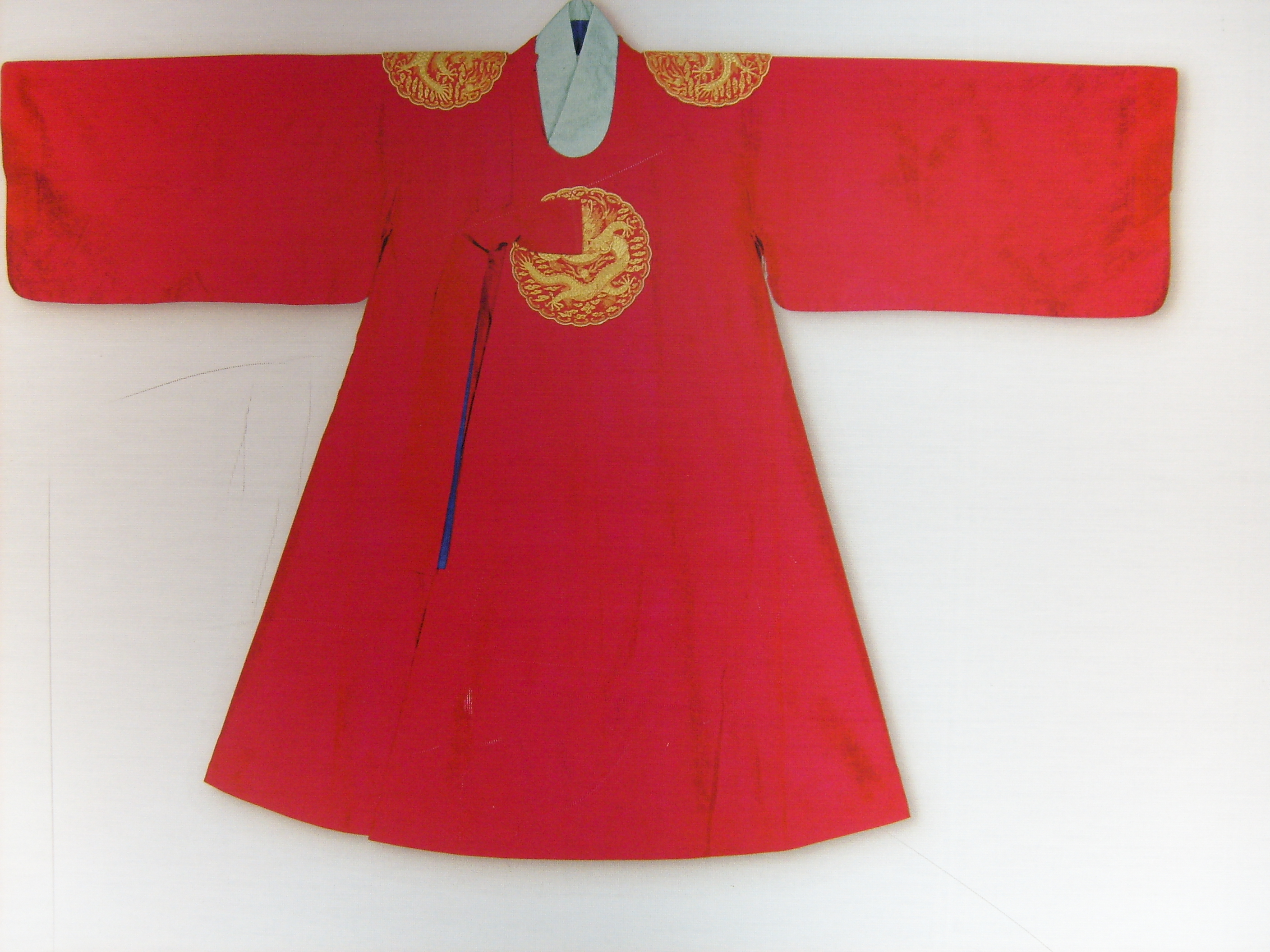
Gonryongpo rojo, periodo Joseon
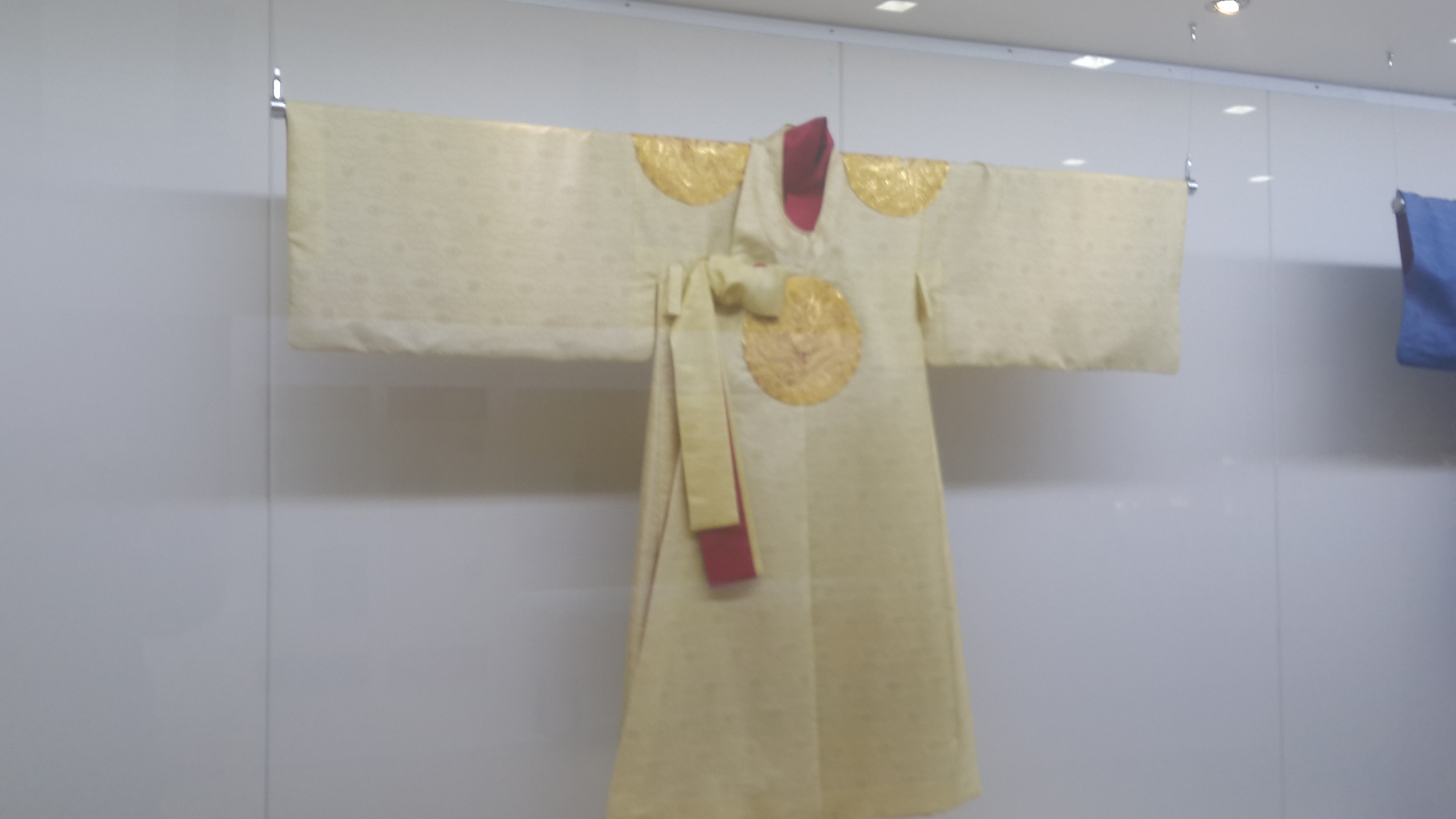
Gonryongpo del Emperador de Corea
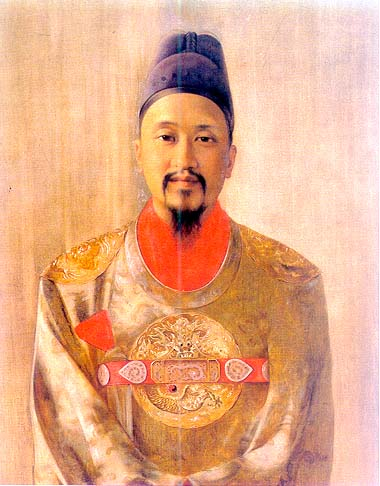
Gonryongpo de Gojong del Imperio Coreano
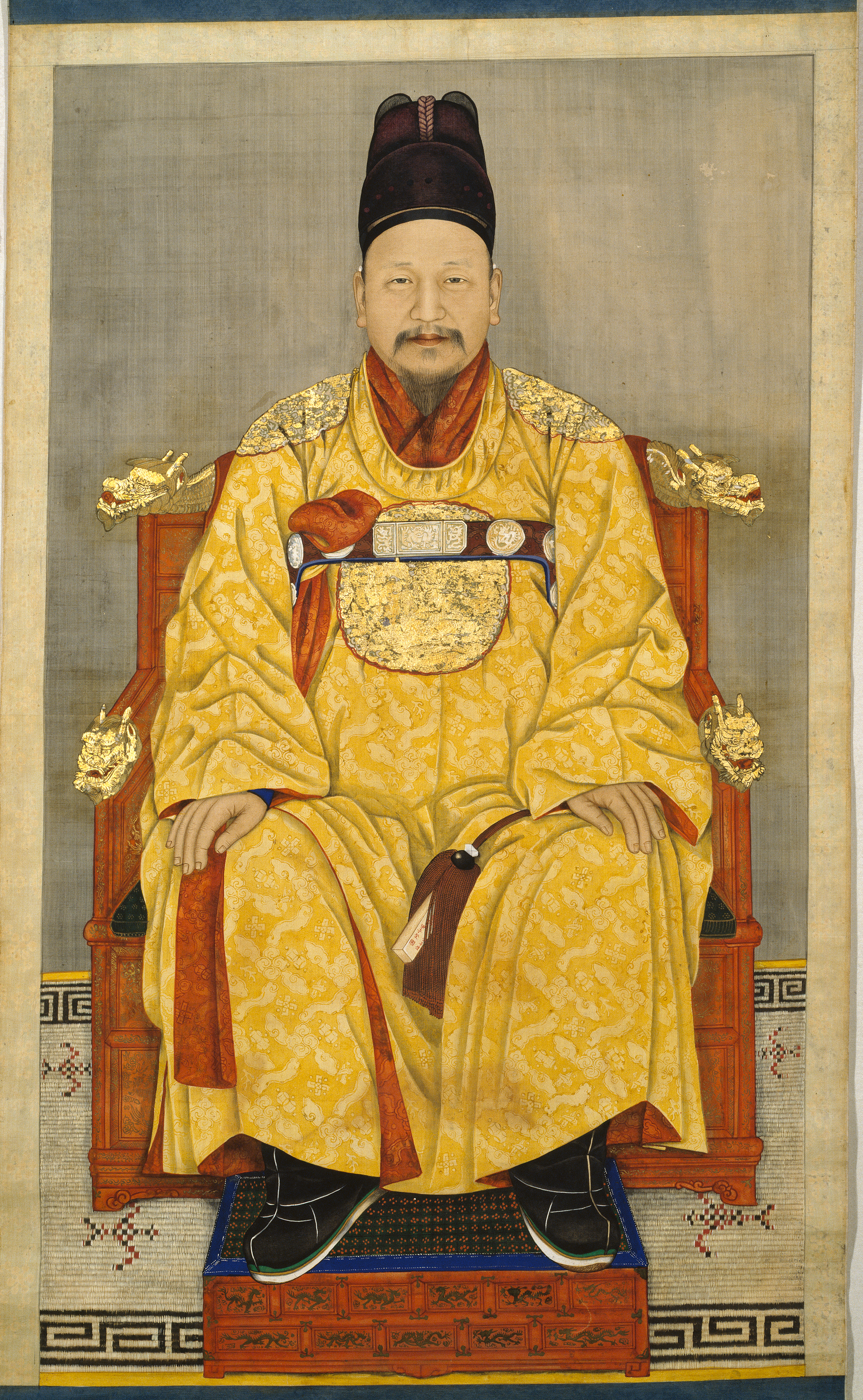
Gonryongpo Túnica de dragón del rey

Los gonryongpos solían llevar un dragón bordado en círculo. Cuando un rey u otro miembro de la familia real vestía un gonryongpo, también llevaba un ikseongwan (익선관, 翼善冠) (una especie de sombrero), un cinturón de jade y zapatos mokhwa (목화, 木靴). Vestían hanbok bajo el gonryongpo. Durante los meses de invierno se utilizaba un tejido de seda roja, y de gasa durante el verano. El rojo indicaba una fuerte vitalidad.
Los gonryongpos tienen diferentes grados divididos por su color y el material del cinturón y un cuadrado mandarín que refleja el estatus del portador. El rey llevaba gonryongpos de color escarlata, y el príncipe heredero y el hijo mayor del príncipe heredero, de color azul oscuro. Los cinturones también se dividían en dos tipos: de jade y de cristal. En cuanto al diseño circular de dragón bordado del cuadrado mandarín, el rey llevaba un ohjoeryongbo (오조룡보, 五爪龍補)-un dragón con 5 dedos- y el príncipe heredero un sajoeryongbo (사조룡보, 四爪龍補), un dragón con cuatro dedos, y el hijo mayor del príncipe heredero llevaba un samjoeryongbo (삼조룡보, 三爪龍補), un dragón con tres dedos.

### Vietnam
En Vietnam, la túnica del dragón se llama Long Bào. Se usaba en Vietnam desde el período Tardo-Lê restaurado, escribió Phan Huy Chú en los Registros categorizados de las instituciones de las dinastías sucesivas (Lịch triều hiến chương loại chí).
"Desde la época de la Restauración Posterior-Lê, para las ocasiones grandiosas y formales, (los emperadores) siempre llevaban sombrero Xung Thiên y túnica Hoàng Bào....".

Según el libro Tejiendo un reino, el único artefacto del Long Bào de los Lê fue la túnica funeraria del emperador Lê Dụ Tông durante el periodo Lê Posterior Restaurado. Sin embargo, los dibujos de dragones de este vestido ya habían seguido el estilo "dragón-nube [龍雲大會]", un estilo común de finales de la dinastía Míng. En este periodo, los diseños de dragones eran muy grandes en el pecho y la espalda y más pequeños en los hombros, con dibujos de nubes y fuego por toda la túnica. Se podía ver que el estilo del patrón estaba más cerca del Míng tardío que del Míng temprano, por lo que los patrones de la túnica de Lê Dụ Tông sólo eran específicos de una época del Lê tardío restaurado, mientras que el Lê tardío temprano posiblemente aún seguía el estilo del mandala del dragón. Se trata de un vestido informal usado por los emperadores de la dinastía Nguyễn.

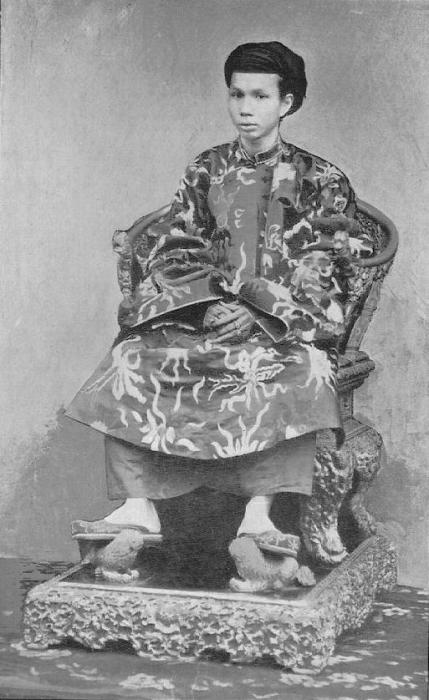
Emperador Đồng Khánh
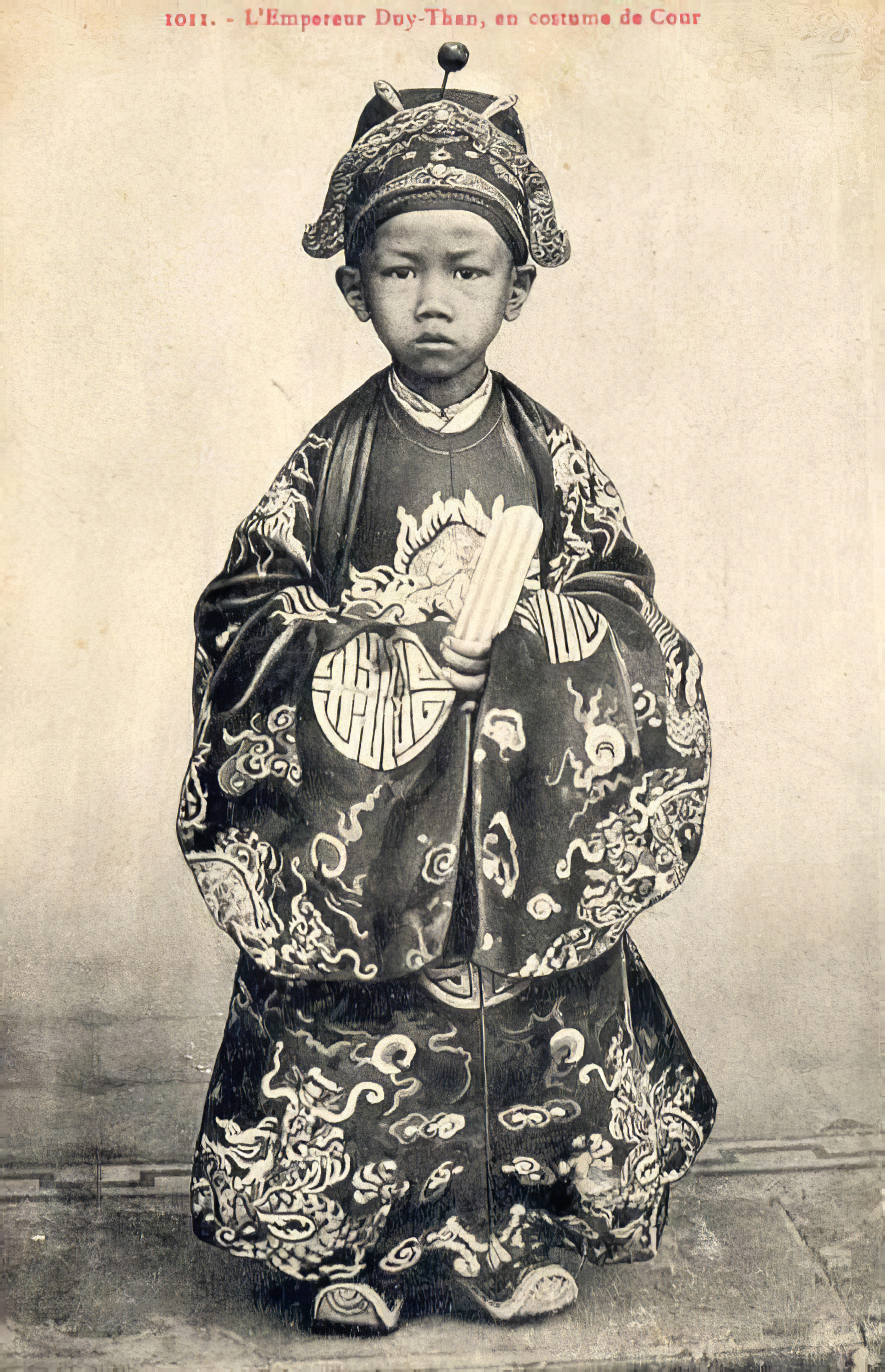
Emperador Duy Tân
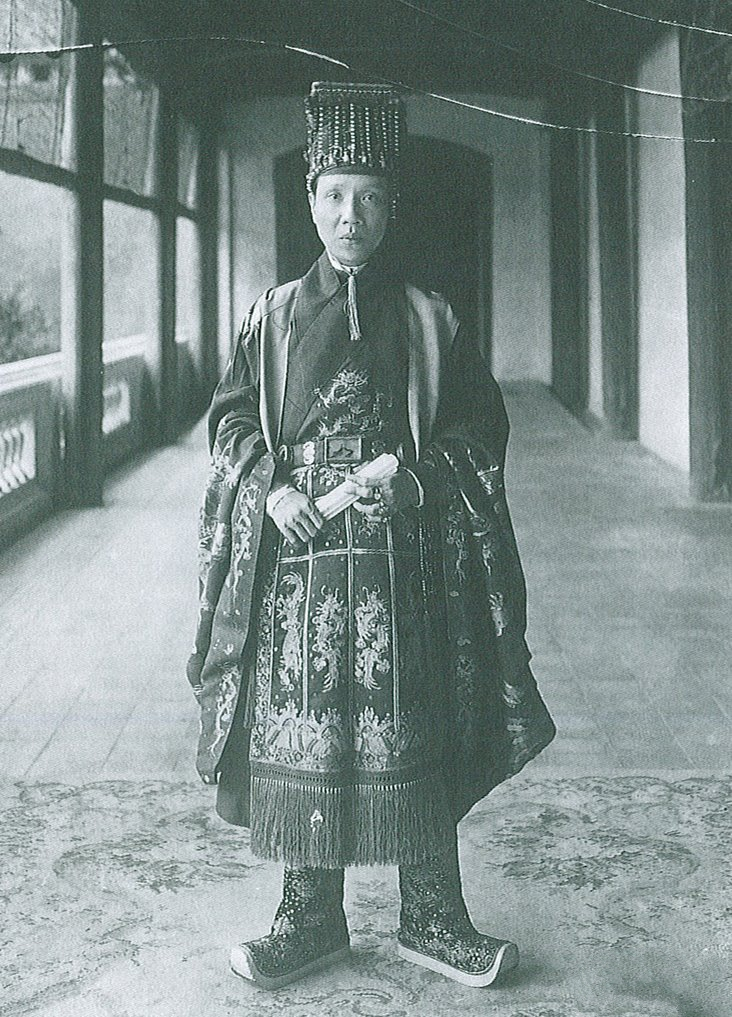
Emperador Khải Định
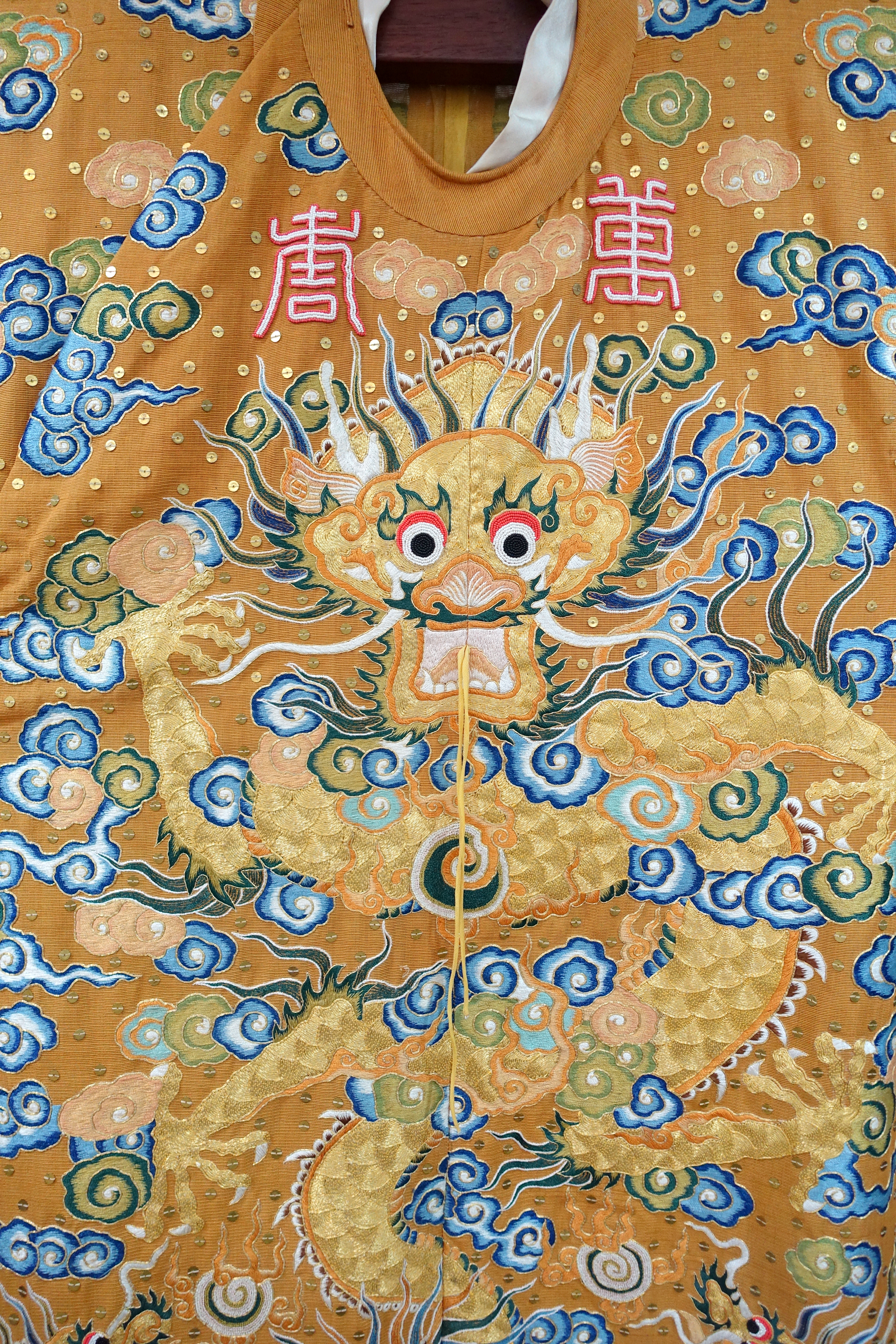
Túnica real, réplica del siglo XIX

### Ryukyu
Los gobernantes de Ryukyu adoptaron la vestimenta de la corte al estilo Ming para su indumentaria oficial y cotidiana: la túnica de seda con 5 garras de dragón que vestía el rey de Ryukyu se llamaba umantun (o umanshâ), de aspecto similar a la indumentaria del emperador de la dinastía Ming. Como en China, el color amarillo en la ropa estaba restringido al uso de la familia gobernante de Ryukyu.

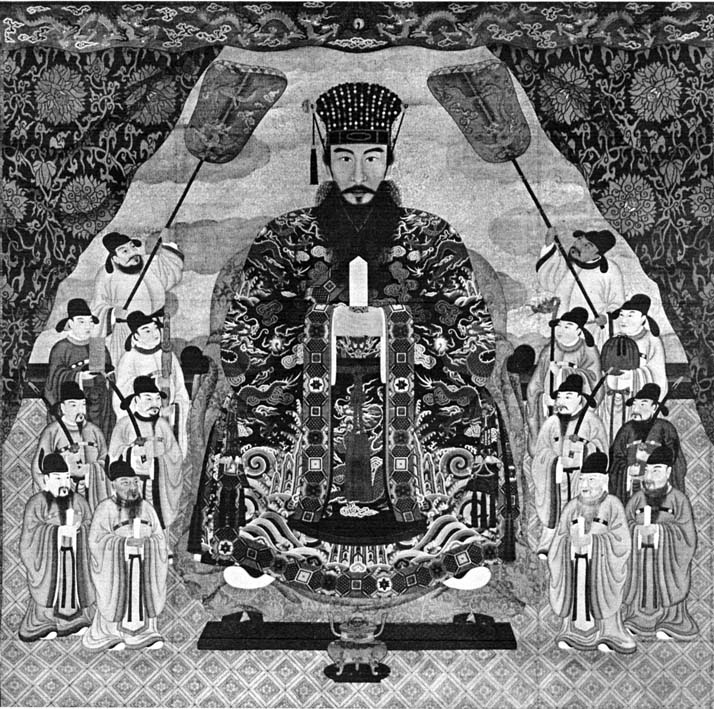
Shō Iku

## Prendas similares
- Feiyufu
- Mangfu